# Liste der Kulturdenkmale in Weil der Stadt

In der Liste der Kulturdenkmale in Weil der Stadt sind die als unbewegliche Bau- und Kunstdenkmale verzeichneten Kulturdenkmale der baden-württembergischen Stadt Weil der Stadt dargestellt. Diese Liste beruht auf dem Denkmalpflegerischen Werteplan Gesamtanlage Weil der Stadt.

## Kulturdenkmale nach Ortsteilen

### Weil der Stadt

#### Gesamtanlage Weil der Stadt
Gesamtanlage gemäß § 19 DSchG

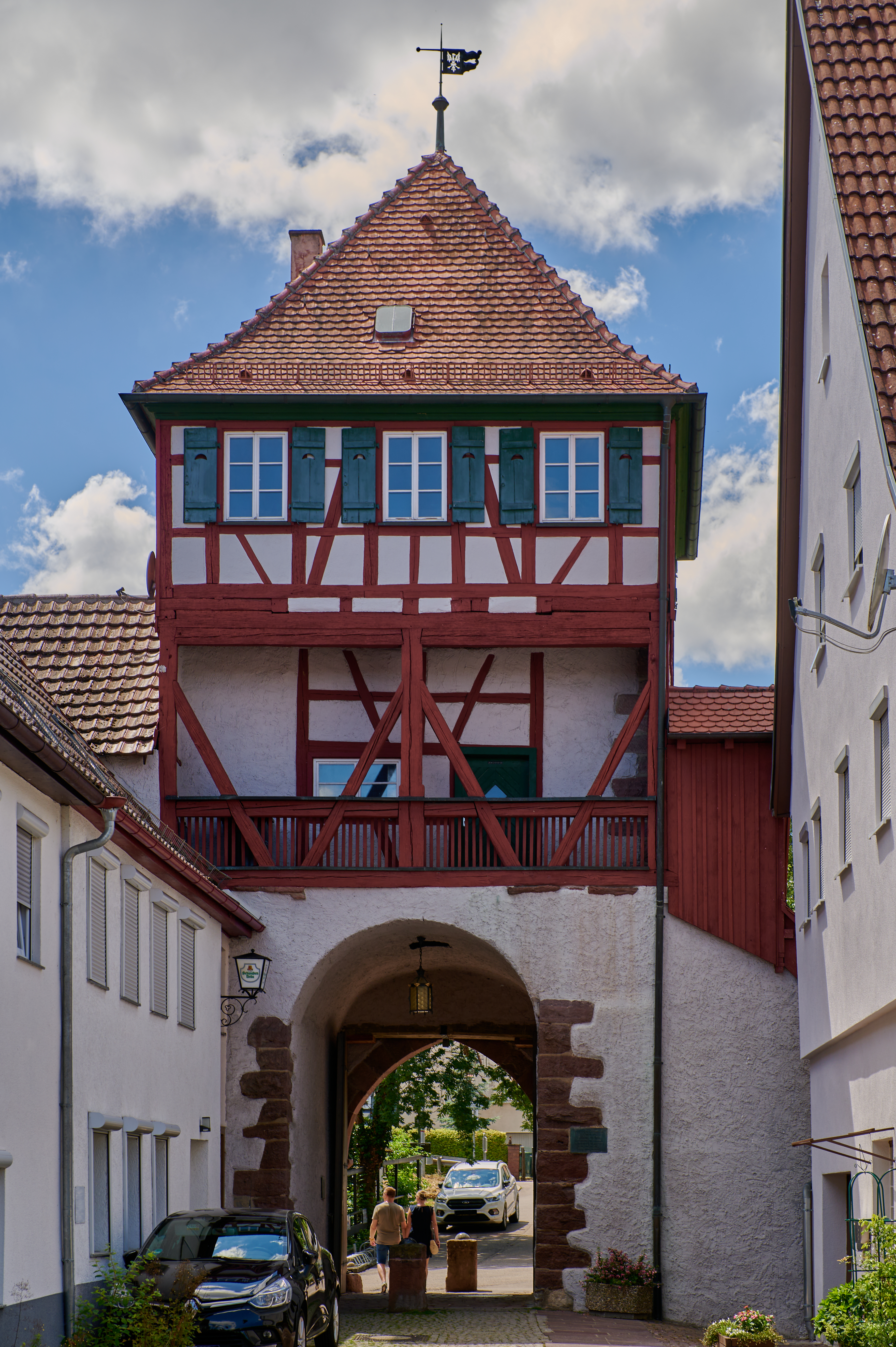
Das Judentor, von Osten, einziges erhaltenes Stadttor

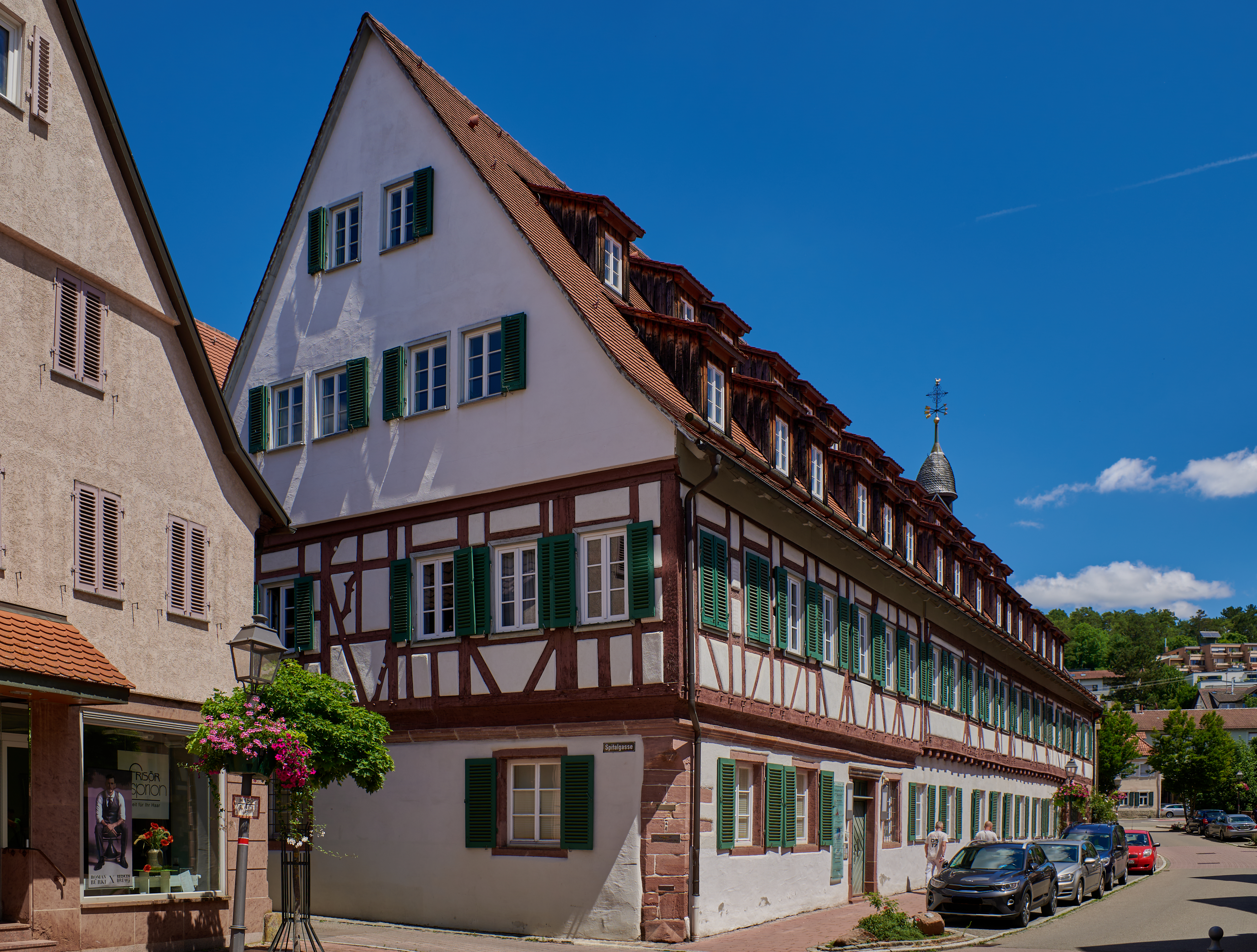
Das ehemalige Spital, von Westen

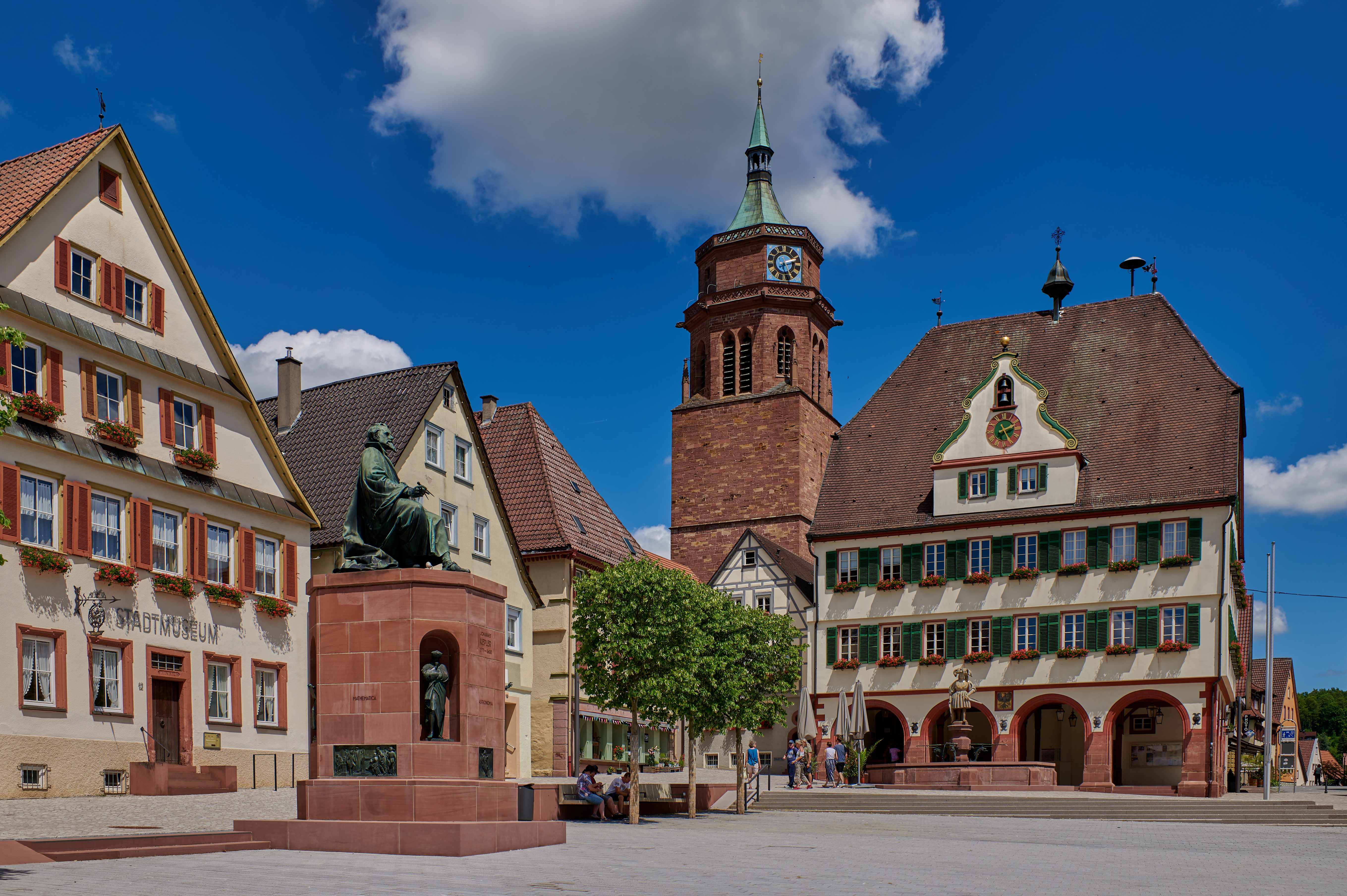
Marktplatz mit Keplerdenkmal und Rathaus, von Westen

Die mittelalterliche Stadtanlage von Weil der Stadt ist – wie das Luftbild erkennen lässt – zusammenhängend erhalten. Sie liegt in einer Weitung des Würmtals unterhalb des Zusammenflusses von Würm und Talackerbach (dieser heute teilweise verdolt). Dabei ist die Stadt stufenförmig angelegt: der weiter vom Fluss entfernte staufische Stadtkern nimmt den ersten Anstieg der Talsohle ein, auf seinem höchsten zentralgelegenen Punkt erhebt sich die städtebaulich dominante Pfarrkirche. Die mittelalterlichen Vorstädte erstrecken sich in die Talmulden: in der Senke des Würmtals die Spitalvorstadt; in der Senke des Talackerbachs die Reste der ehemaligen Furter Vorstadt. Vom ehemaligen Stadtgrabenbereich um die Altstadt herum haben sich die Bereiche im Nordosten der staufischen Kernstadt und rings um die Spitalvorstadt erhalten, die hier als breiter Grüngürtel die historische Stadt von jüngeren Erweiterungsgebieten abgrenzen. Deutlich ablesbar ist der alte Stadtumriss: ein von Osten nach Westen langgezogenes Rechteck. Das herausragende Merkmal von Weil der Stadt ist dabei, dass das östliche Drittel der Stadt mit Spitalvorstadt und einem Teil der Stauferstadt noch heute von ihren mittelalterlichen Stadtmauern samt Türmen umgeben wird. Weil der Stadt hat sich damit von Osten eine der beeindruckendsten Außenansichten württembergischer Städte bewahrt. Die Westhälfte der Altstadt wird von modernen Straßen umschrieben: an der Nordwest- und Westseite des staufischen Stadtkerns ist der ehemalige Grabenbereich seit dem späten 19. und frühen 20. Jahrhundert überbaut. Den längsrechteckigen, an den Ecken abgerundeten Umriss der älteren staufischen Kernstadt verdeutlichen noch heute größere Stadtmauerstücke. Die Kernstadt weist im Grundriss das typische Straßengitter der staufischen Stadtgründung des 13. Jahrhunderts auf. Die dabei üblichen Unregelmäßigkeiten sind im Ostteil besonders ausgeprägt, dort folgt die gebogene Kapuzinergasse dem sich gegen die Würmniederung abtreppenden Gelände. Das stark nach Südwesten abfallende Gelände unterhalb der Kirche nimmt der längsrechteckige Marktplatz ein. An seinen Platzrändern verlaufen die beiden sich hier kreuzenden Hauptstraßenzüge: die Pforzheimer und Herrenberger Straße am Westrand, die Stuttgarter Straße am Südrand. Letztere findet ihre leicht nach Süden versetzte Verlängerung in der zur Nebenstraße abgesunkenen Calwer Gasse. Baulich stellt sich die Hauptstraßenkreuzung deshalb heute T-förmig dar. Die Bebauung von Marktplatz und Hauptstraßen ist, wie der gesamte staufische Stadtkern, vor allem durch den Wiederaufbau des 17. Jahrhunderts geprägt. Hier stehen die stattlichen Häuser der Stadt: dicht gereihte zwei- bis dreigeschossige meist giebelständige Fachwerkgebäude. Bestimmend für den Marktplatz sind das die östliche Schmalseite einnehmende reichsstädtische Rathaus (Marktplatz 4), das viergeschossige im Kern hochmittelalterliche Steinhaus (Marktplatz 14) sowie das in Ecklage zur Pforzheimer Straße stehende sog. Gallsche Haus (Marktplatz 16). Daneben wird der Marktplatz von zwei Renaissancebrunnen und dem in der Platzmitte stehenden Keplerdenkmal bestimmt. Die Stuttgarter Straße ist heute in der Bebauung die bedeutendste der drei Hauptstraßen. Sie durchzieht die Stadt nahezu in ihrer ganzen Länge von Osten nach Westen und besitzt mit den dichtgereihten Giebelfassaden stattlicher Fachwerkhäuser ein besonders geschlossenes Straßenbild; die dazugehörigen Nebengebäude sind an rückwärtigen Höfen und Gassen errichtet. An den Nebenstraßen ist die Bebauung in der Regel nur ein- oder zweigeschossig und bescheidener. Sie ist gegen die alten Stadtränder mit Ackerbürgerhäusern, Scheunen und Gärten stärker landwirtschaftlich geprägt. Im Quartier nördlich der Stuttgarter Straße und des Marktplatzes überragen die zwei ehemaligen Klosterbauten und die verbliebenen Gebäudes der ehemaligen Pfleghöfe die umliegende kleinteilige Hauslandschaft. Die sich in der Flussaue unterhalb der Stauferstadt erstreckende Renninger- oder Spitalvorstadt ist heute der besterhaltene, noch durch das Spätmittelalter geprägte Teil der Altstadt. Sie wird – wie schon erwähnt – an drei Seiten von ihrer spätmittelalterlichen Umwehrung mit Raben-, Sailer-, Roten- und Storchenturm umgeben. Das Straßengitter und der in Kurven verlaufende Gewerbebach (heute verdolt; westlich parallel zur Spitalgasse noch ablesbar) bestimmen den Grundriss. Die wichtigsten Straßenzüge sind dabei die den Südteil durchziehende Stuttgarter Straße und die unterhalb des staufischen Stadtkerns entlangführende Badtorstraße. Nach Nordwesten weitet sich die Badtorstraße zum großflächigen Viehmarktplatz auf, der im 19. Jahrhundert seine heutige Gestalt erhielt. Der Schwerpunkt der Bebauung liegt auch hier in der Stuttgarter Straße. Im Winkel zwischen dieser Hauptstraßenachse und der Würm liegt der ein ganzes Straßengeviert umfassende Komplex des ehemaligen Spitals mit Spitalkapelle (Stuttgarter Straße 51, 53). Vom ehemaligen Gerberviertel südlich der Stuttgarter Straße hat sich ein letztes Gerberhaus (Stuttgarter Straße 42) mit Holzlauben am südlichen Giebel erhalten. Im Nordosten dieser Vorstadt waren seit jeher große unbebaute Gartenflächen, die jedoch in den letzten Jahrzehnten vielfach überbaut wurden. Dies gilt ebenso für die einst locker besiedelte Furter Vorstadt mit ihrer Mühle, der Zehntscheune und Wendelinskapelle. Veränderungen im Grundriss der Stadt sowie in der Körnung der Gebäude ergaben sich auch in den zwei Sanierungsarealen an der Calwer Straße und an der Unteren Flozgasse bzw. am Viehmarkt. Trotz jüngerer Überformungen und Verdichtungen in der Kernstadt sowie in den beiden Vorstädten ist die sozialtopografische und historische Schichtung sowohl im Grundriss als auch im Aufriss noch deutlich ablesbar und anschaulich überliefert. Stattliche Bürgerhäuser an den Hauptachsen und zahlreiche Gebäude des öffentlichen Lebens sind ebenso im Stadtbild präsent wie ehemalige Handwerkerhäuser, ackerbürgerliche Gehöfte und Kleinhäuser der ehemals unteren sozialen Schichten. Weil der Stadt vermittelt somit ein vielschichtiges und charakteristisches Gefüge, wie es für die kleineren Reichsstädte des Südwestens typisch ist.
Sachgesamtheit Stadtbefestigung

| Bild           | Bezeichnung                                      | Lage | Datierung  | Beschreibung | ID |
| -------------- | ------------------------------------------------ | --- | ---------- | --- | -- |
| Weitere Bilder | Sachgesamtheit Stadtbefestigung, Stadtmauerreste | Stadtmauerreste in Badtorstraße, Besengasse, Brenzgasse, Calwer Gasse, Hermann-Schnaufer-Straße, Herrenberger Straße, Kapuzinerberg, Mühlgasse, Obere Hofstättgasse, Paul-Reusch-Straße, Plangasse, Spitalgasse, Stuttgarter Straße, Untere Hofstattgasse, Viehmarktplatz, Winkelgasse, Zwingergasse | um 1220/40 | Die erste Stadtbefestigung von Weil der Stadt stammt aus der Zeit um 1220/40 und umschloss den staufischen Stadtkern. Dieser Mauerzug verlief annähernd rechteckig mit abgerundeten Ecken und verfügte über vier Stadttore, die an den Hauptstraßen lagen. Im Laufe des 14./15. Jh. wurden die beiden Vorstädte (Renninger-Vorstadt im Osten und Furter Vorstadt im Süden) angelegt und ebenfalls mit einer Befestigung umgeben. Neben erhaltenen Stadtmauerresten (teilweise mit Wehrgang), zählt der Stadtgraben, das Judentor sowie die vier Stadtmauertürme (Storchenturm, Roter Turm, Sailerturm und Rabenturm) zum erhaltenen Baubestand. Die Stadtmauerreste sind ein wesentliches Element der Stadtgründung in der 1. Hälfte des 13. Jahrhunderts und haben für die Stadtgestalt und die Stadtgeschichte einen hohen dokumentarischen Wert. Darüber hinaus prägt die Stadtbefestigung wie kein anderes Bauwerk den Grundriss und das Erscheinungsbild der Stadt, insbesondere die äußere Stadtsilhouette. Geschützt nach §§ 28 (12) DSchG |    |
| Weitere Bilder | Judentor                                         | Calwer Gasse 32 (Karte) |            | Am westlichen Ausgang der Kernstadt stehender, massiv gemauerter Torturm über der Calwer Gasse. Im Erdgeschoss eine große, spitzbogige Tordurchfahrt. Im Obergeschoss ein Laubengang auf der östlichen Seite. Das 2. Obergeschoss in Fachwerkbauweise errichtet und teilweise mit Brettern verschalt. Nach oben mit einer Dachgeschossebene und Spitzboden unter einem Pyramidendach abschließend. 13./14. Jahrhundert mit Veränderungen im 16. Jh. (inschriftlich 1593). 1935 Instandsetzung, 1974 renoviert, 1982–85 Fassadensanierung. Das Judentor ist als Teil der in Resten überlieferten Stadtbefestigung ein wichtiges Zeugnis der einstigen Wehrhaftigkeit der Reichsstadt Weil der Stadt. Für die Stadtgestalt und die Stadtgeschichte besitzt er einen hohen dokumentarischen Wert. Darüber hinaus prägt die Stadtbefestigung - mit ihren erhaltenen Türmen - wie kein anderes Bauwerk den Grundriss und das Erscheinungsbild der Stadt. Geschützt nach § 28 DSchG                                                                     |    |
| Weitere Bilder | Wehrturm, sogenannter Roter Turm                 | Plangasse 25 (Karte) |            | An der nordöstlichen Stadtmauerecke der Spitalvorstadt stehender, massiv gemauerter Schalenturm über kreisrundem Grundriss. Die südwestliche, zur Stadt hin gewandte Seite mit Holzverschlägen. Nach oben mit einer Dachgeschossebene und Spitzboden unter einem Kegeldach abschließend. 14./15. Jahrhundert mit Veränderungen. Der Rote Turm ist als Teil der in Resten überlieferten Stadtbefestigung ein wichtiges Zeugnis der einstigen Wehrhaftigkeit der Reichsstadt Weil der Stadt. Für die Stadtgestalt und die Stadtgeschichte besitzt er einen hohen dokumentarischen Wert. Darüber hinaus prägt die Stadtbefestigung - mit ihren erhaltenen Türmen - wie kein anderes Bauwerk den Grundriss und das Erscheinungsbild der Stadt. Geschützt nach § 28 DSchG |    |
| Weitere Bilder | Wehrturm, sogenannter Rabenturm                  | Stuttgarter Straße 42/2 |            | An der südlichen Stadtmauer der Spitalvorstadt stehender, viergeschossiger, massiv gemauerter Schalenturm über quadratischem Grundriss mit halbrundem Abschluss. Die nördliche, zur Stadt hin gewandte Seite mit Sichtfachwerk. Nach oben mit einer Dachgeschossebene und Spitzboden unter einem Satteldach mit nördlichem Halbwalm und südlichem Polygonalwalm abschließend. 14./15. Jahrhundert mit Veränderungen. 1983 Fassadensanierung. Der Rabenturm ist als Teil der in Resten überlieferten Stadtbefestigung ein wichtiges Zeugnis der einstigen Wehrhaftigkeit der Reichsstadt Weil der Stadt. Für die Stadtgestalt und die Stadtgeschichte besitzt er einen hohen dokumentarischen Wert. Darüber hinaus prägt die Stadtbefestigung - mit ihren erhaltenen Türmen - wie kein anderes Bauwerk den Grundriss und das Erscheinungsbild der Stadt. Geschützt nach § 28 DSchG |    |
| Weitere Bilder | Wehrturm, sogenannter Sailerturm                 | Stuttgarter Straße 68 |            | An der südöstlichen Stadtmauerecke der Spitalvorstadt stehender, massiv gemauerter Schalenturm über kreisrundem Grundriss. Die nordwestliche, zur Stadt hin gewandte Seite mit Holzverschlägen. Nach oben mit einer Dachgeschossebene und Spitzboden unter einem Kegeldach abschließend. 14./15. Jahrhundert mit Veränderungen. Der Sailerturm ist als Teil der in Resten überlieferten Stadtbefestigung ein wichtiges Zeugnis der einstigen Wehrhaftigkeit der Reichsstadt Weil der Stadt. Für die Stadtgestalt und die Stadtgeschichte besitzt er einen hohen dokumentarischen Wert. Darüber hinaus prägt die Stadtbefestigung - mit ihren erhaltenen Türmen - wie kein anderes Bauwerk den Grundriss und das Erscheinungsbild der Stadt. Geschützt nach § 28 DSchG |    |
| Weitere Bilder | Wehrturm, sogenannter Storchenturm               | Plangasse 11 (Karte) |            | An der nördlichen Stadtmauer der Spitalvorstadt stehender, viergeschossiger, massiv gemauerter Schalenturm über quadratischem Grundriss mit halbrundem Abschluss. Die südliche, zur Stadt hin gewandte Seite mit Sichtfachwerk. Nach oben mit zwei Dachgeschossebenen unter einem Satteldach mit südlichem Halbwalm und nördlichem Polygonalwalm abschließend. 14./15. Jahrhundert mit Veränderungen. 1999/2000 Instandsetzung. Der Storchenturm ist als Teil der in Resten überlieferten Stadtbefestigung ein wichtiges Zeugnis der einstigen Wehrhaftigkeit der Reichsstadt Weil der Stadt. Für die Stadtgestalt und die Stadtgeschichte besitzt er einen hohen dokumentarischen Wert. Darüber hinaus prägt die Stadtbefestigung - mit ihren erhaltenen Türmen - wie kein anderes Bauwerk den Grundriss und das Erscheinungsbild der Stadt. Geschützt nach § 28 DSchG |    |

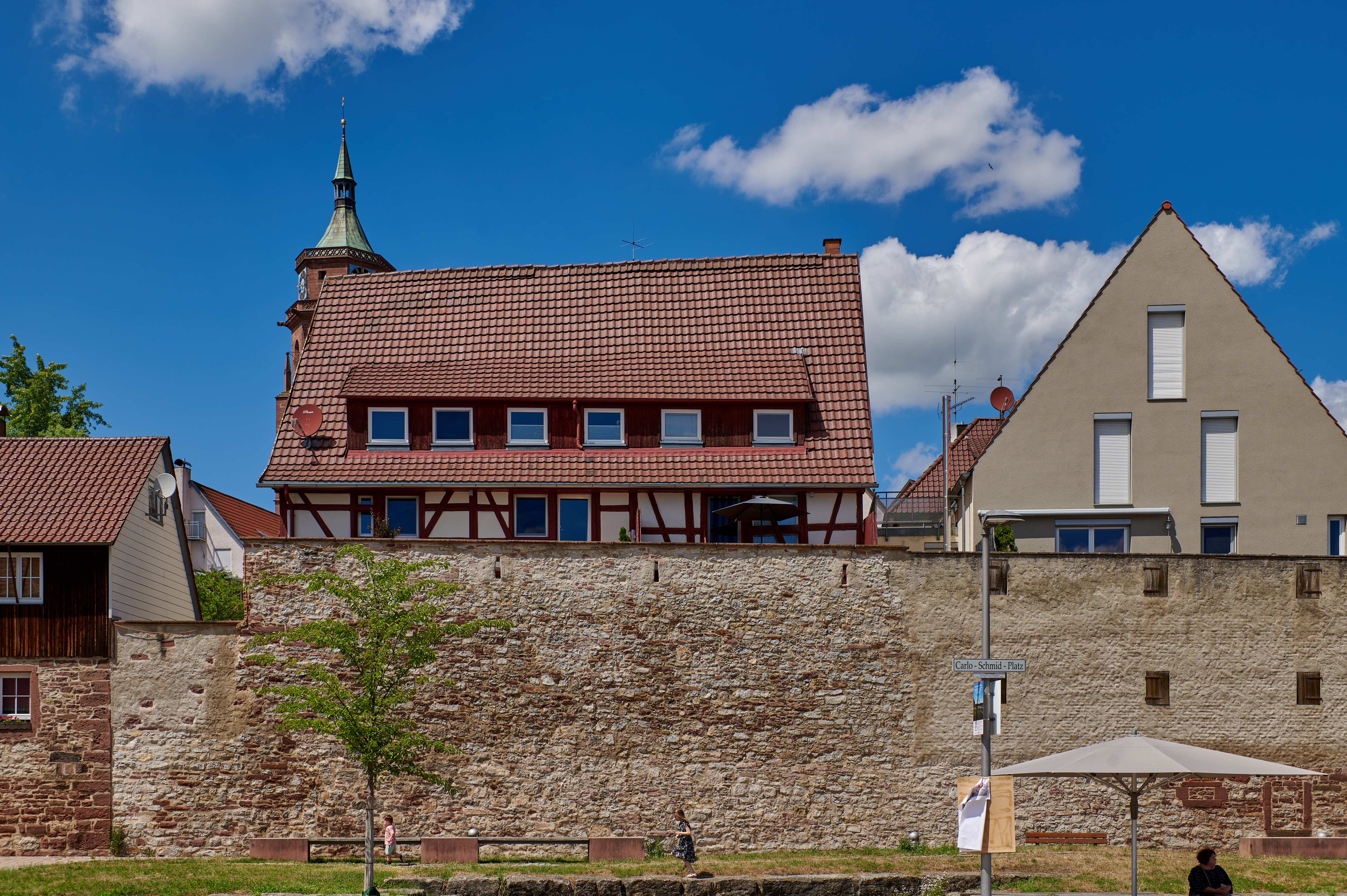
Stadtmauer Obere Hofstättgasse 5, Feldseite
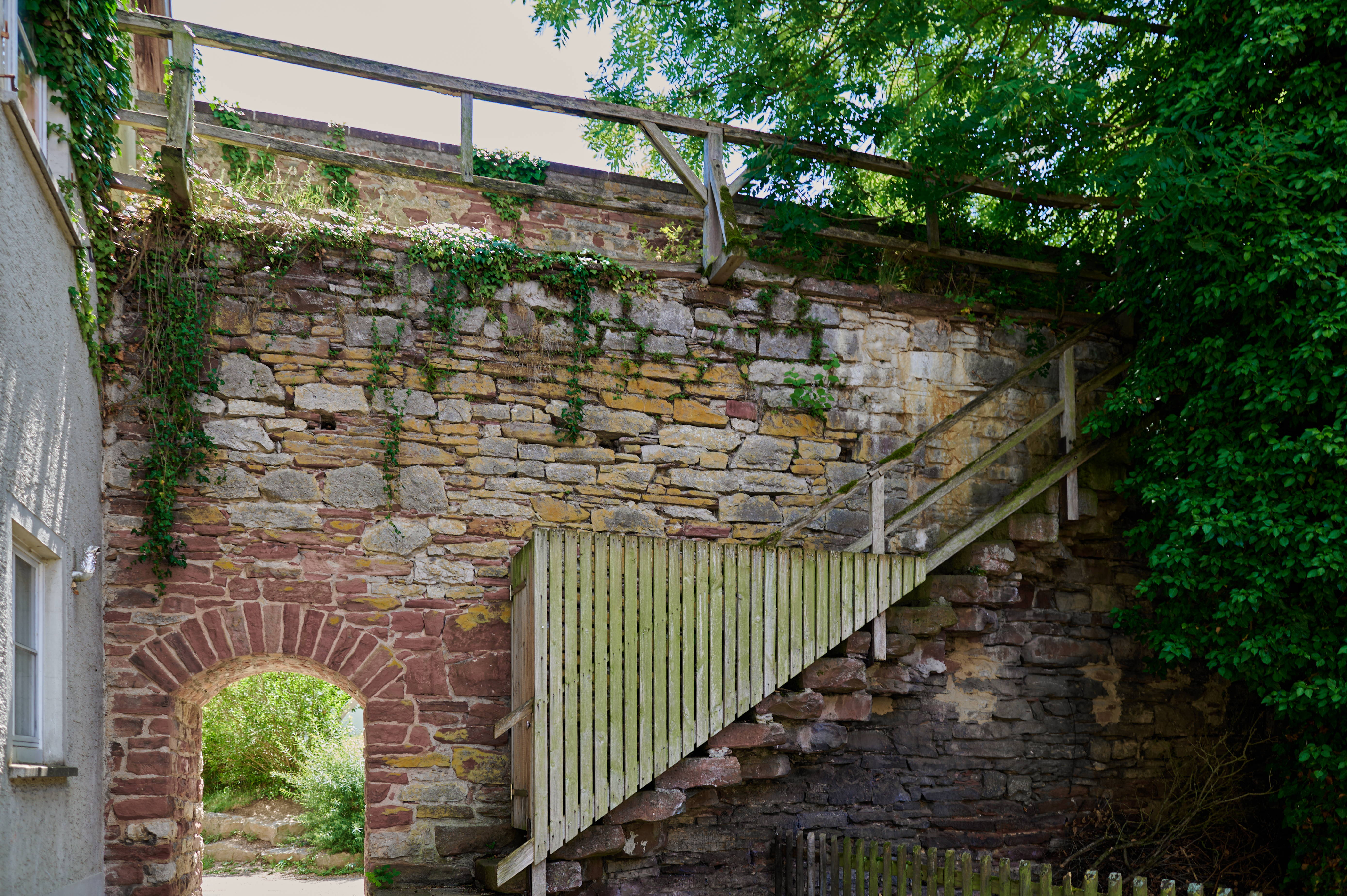
Stadtmauer Brühlweg, Stadtseite
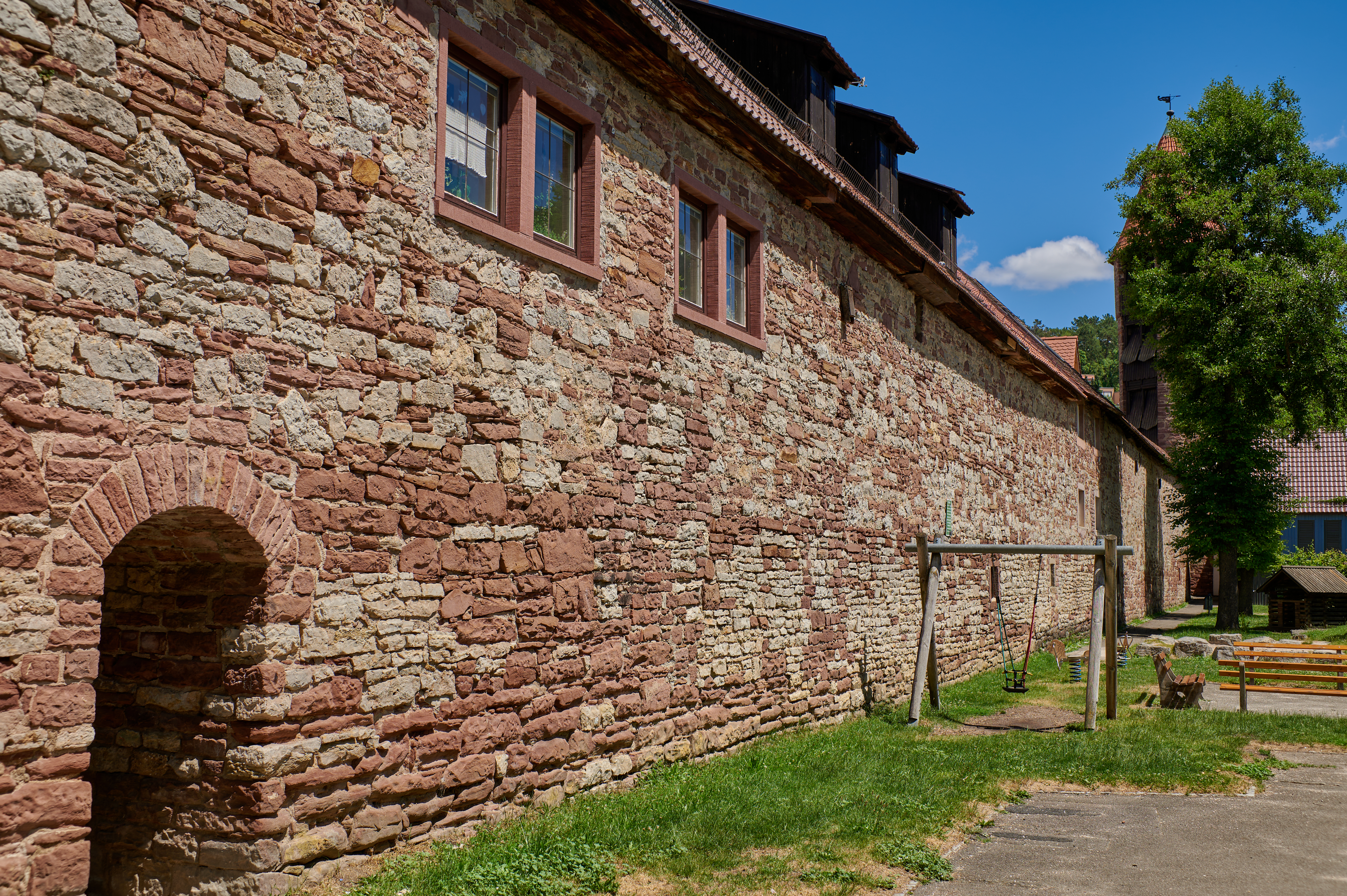
Stadtmauer Brühlweg, Feldseite
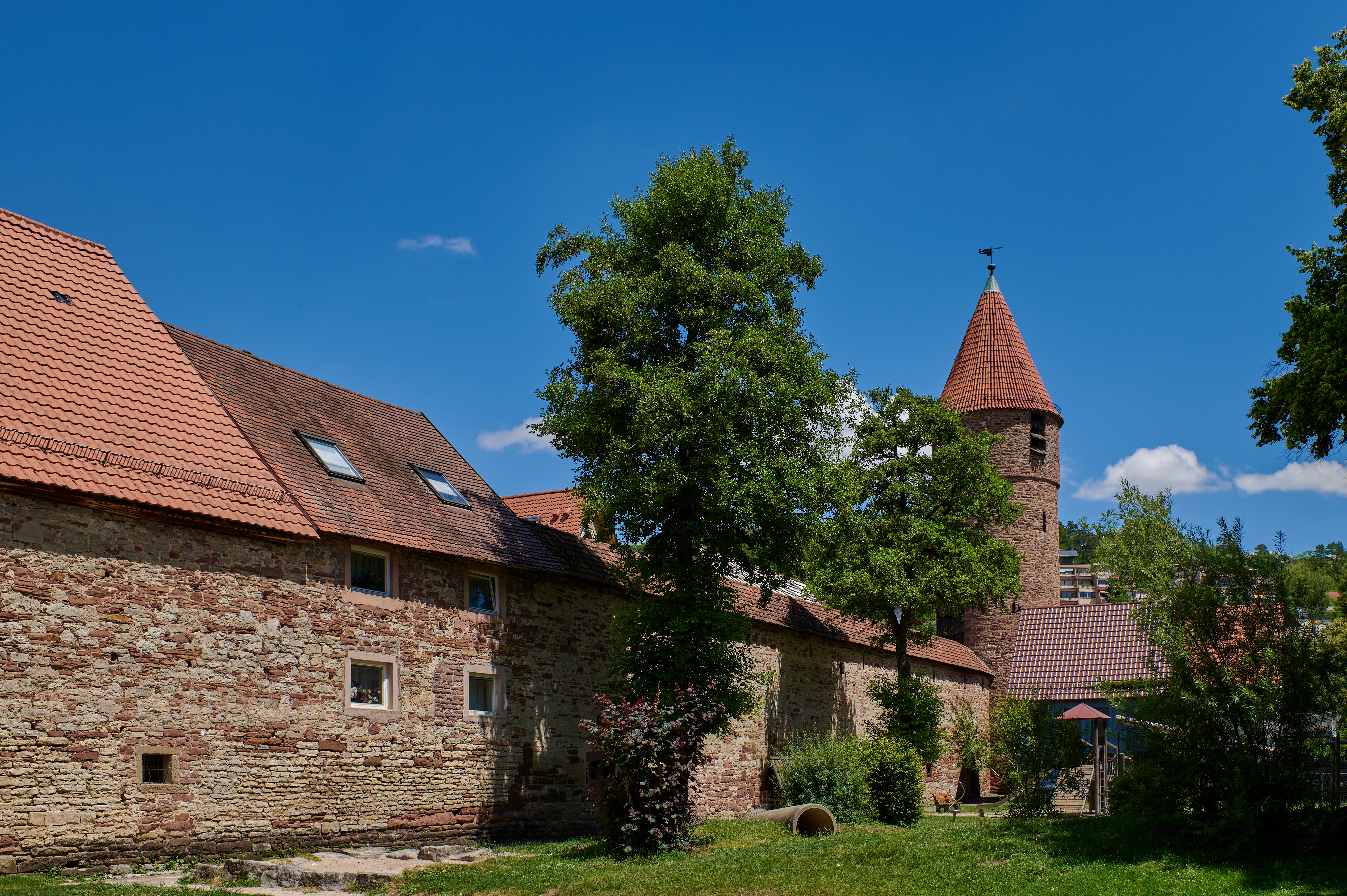
Stadtmauer Brühlweg, Feldseite
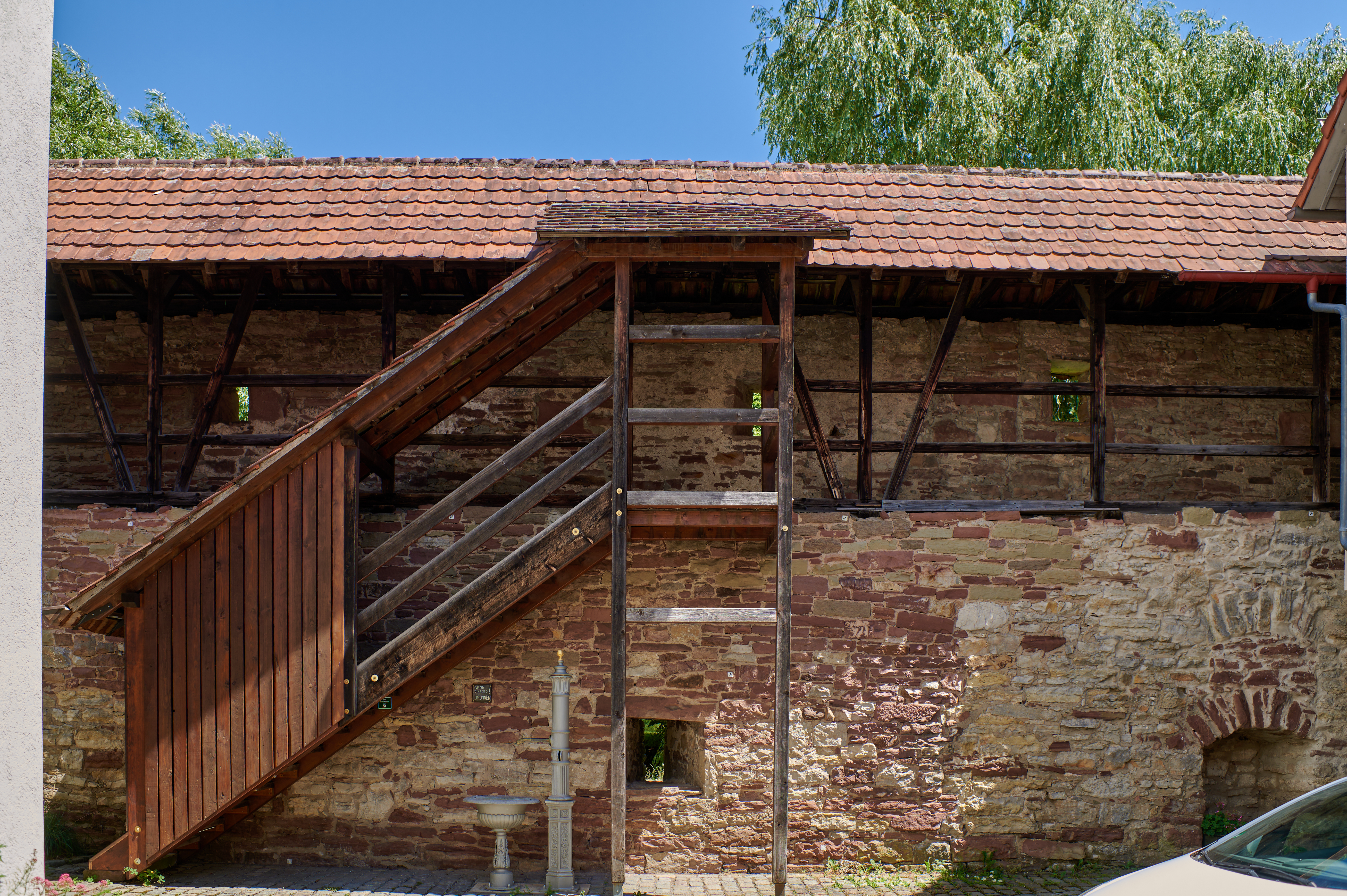
Stadtmauer mit Wehrgang Planweg, Stadtseite
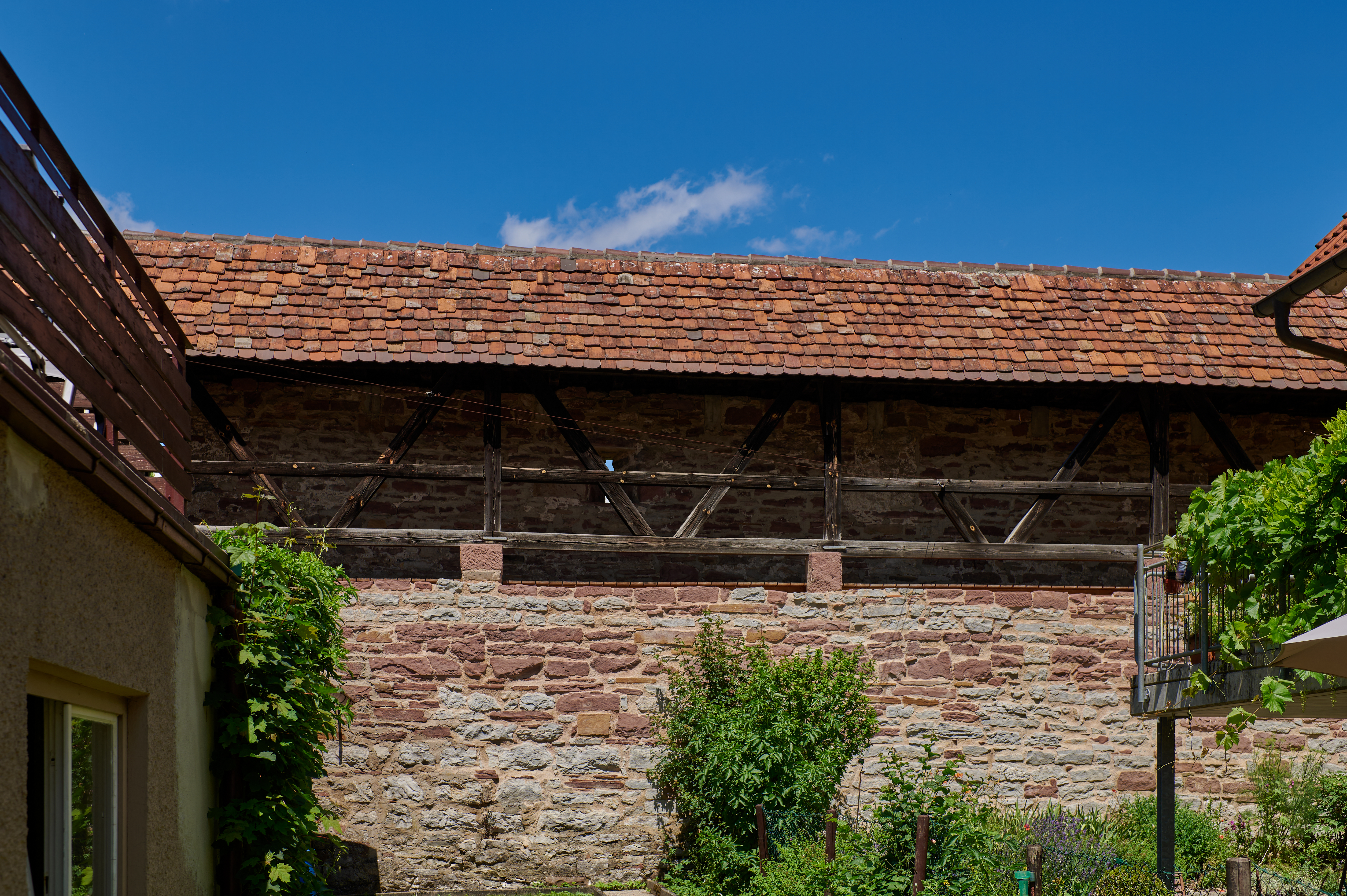
Stadtmauer mit Wehrgang Planweg, Stadtseite

Einzelkulturdenkmale

| Bild           | Bezeichnung                                                             | Lage                                                | Datierung | Beschreibung | ID |
| -------------- | ----------------------------------------------------------------------- | --------------------------------------------------- | --------- | --- | -- |
|                | Wohnhaus                                                                | Badtorstraße 2 (Karte)                              |           | Erhaltenswertes Gebäude | BW |
|                | Wohnhaus                                                                | Badtorstraße 6 (Karte)                              |           | Erhaltenswertes Gebäude | BW |
|                | Wohnhaus                                                                | Badtorstraße 8 (Karte)                              |           | Erhaltenswertes Gebäude | BW |
| Weitere Bilder | Wohnhaus                                                                | Badtorstraße 18 (Karte)                             |           | Erhaltenswertes Gebäude |    |
|                | Ackerbürgerhaus                                                         | Badtorstraße 20 (Karte)                             |           | Erhaltenswertes Gebäude | BW |
| Weitere Bilder | Weingärtnerhaus, sogenanntes Hohenstein’sches Haus                      | Besengasse 1 (Karte)                                |           | In Eck- und Hanglage stehendes, zweigeschossiges Weingärtnerhaus. Über massiv gemauertem Kellersockel die beiden weitestgehend in Fachwerkbauweise errichteten Vollgeschosse. Nach oben mit zwei Dachgeschossebenen unter einem Satteldach mit Schleppgauben abschließend. Die Geschosse jeweils leicht vorstoßend. Giebelseitig mit rundbogigem Kellertor, traufseitig rundbogiges, profiliertes Türportal. Im Kern 16./17. Jahrhundert. Im Keilstein des Türportals auf „1797“ datiert. 1982 Dachgeschoss-Ausbau, 1988 Freilegung und Instandsetzung des Fachwerks, 1995 Balkonanbau im Dachgeschoss des Westgiebels. Das Gebäude ist als ehemaliges Weingärtnerhaus ein seltener Beleg für den früher bis zum Beginn des 19. Jahrhunderts betriebenen Weinbau in Weil der Stadt, so dass ein öffentliches Interesse an seiner Erhaltung aus heimatgeschichtlichen Gründen besteht. Das Türportal und die Eckkonsole machen auch künstlerische und wissenschaftliche Gründe für die Erhaltung geltend. Geschützt nach § 2 DSchG |    |
|                | Ackerbürgerhaus                                                         | Besengasse 3 (Karte)                                |           | Erhaltenswertes Gebäude | BW |
|                | Wohnhaus                                                                | Besengasse 5 (Karte)                                |           | Erhaltenswertes Gebäude | BW |
|                | Wohnhaus                                                                | Brenzgasse 1 (Karte)                                |           | Erhaltenswertes Gebäude | BW |
| Weitere Bilder | Geburtshaus des Reformators Johannes Brenz                              | Brenzgasse 2 (Karte)                                |           | In Solitärlage unweit der südlichen Stadtmauer stehendes, zweigeschossiges Wohnhaus. Über massiv gemauerter und verputzter Erdgeschosszone ein Fachwerk-Obergeschoss. Nach oben mit zwei Dachgeschossebenen unter einem Satteldach mit Gauben abschließend. Die Geschosse jeweils vorstoßend. Das Erdgeschoss mit Buntsandstein-Gewänden und Eckquaderungen akzentuiert. Im Kern 15. Jahrhundert, jedoch 1875 grundlegend erneuert. 1987 Fassadensanierung. Geburtshaus des Reformators Johannes Brenz (1499-1570). Das Gebäude ist ein anschauliches Zeugnis für ein Bürgerhaus des 15. Jahrhunderts in Weil der Stadt und zudem Geburtshaus des bedeutenden Reformators Johannes Brenz. Das spätmittelalterliche, im 19. Jh. zeitgenössisch überarbeitete Wohnhaus ist aus wissenschaftlichen und heimatgeschichtlichen Gründen ein Kulturdenkmal von besonderer Bedeutung, an dessen Erhaltung ein öffentliches Interesse besteht. Geschützt nach § 28 DSchG |    |
|                | Scheune                                                                 | Brenzgasse 9 (Karte)                                |           | Erhaltenswertes Gebäude | BW |
|                | Scheune                                                                 | Brenzgasse 12 (Karte)                               |           | Erhaltenswertes Gebäude | BW |
|                | Wohnhaus und Ökonomiegebäude                                            | Brühlweg 15                                         |           | Erhaltenswertes Gebäude |    |
|                | Wohnhaus                                                                | Calwer Gasse 23 (Karte)                             |           | Erhaltenswertes Gebäude | BW |
|                | Wohnhaus                                                                | Calwer Gasse 25 (Karte)                             |           | Erhaltenswertes Gebäude | BW |
|                | Wohnhaus                                                                | Calwer Gasse 27 (Karte)                             |           | Erhaltenswertes Gebäude | BW |
|                | Wohnhaus                                                                | Calwer Gasse 30 (Karte)                             |           | Erhaltenswertes Gebäude | BW |
|                | Wohnhaus                                                                | Calwer Gasse 34 (Karte)                             |           | Erhaltenswertes Gebäude | BW |
|                | Wohnhaus                                                                | Grabenstraße 16 (Karte)                             |           | Erhaltenswertes Gebäude | BW |
|                | Wohnhaus                                                                | Grabenstraße 20 (Karte)                             |           | Erhaltenswertes Gebäude | BW |
|                | Wohnhaus                                                                | Hermann-Schnaufer-Straße 2                          |           | Erhaltenswertes Gebäude |    |
| Weitere Bilder | Ehemaliges Verwaltungsgebäude                                           | Hermann-Schnaufer-Straße 12                         |           | Außerhalb der Stadtmauer in Solitärlage stehendes, zweigeschossiges, ehemaliges Verwaltungsgebäude. Über einem Natursteinsockel zwei massiv gemauerte und verputzte Vollgeschosse. Die südliche und östliche Fassade durch rhythmischen Wechsel von glatten Wandflächen und in Naturstein ausgeführten vertikal durchlaufenden Fensterzonen sowie einem Portalvorbau mit Stufengewände. Die symmetrische Aufteilung der Hauptfront mit zwei seitlichen, nur wenig vorspringenden Dreiseit-Standerkern. Straffe Gliederung der Fensterzonen durch Reihung hochrechteckiger Fensterformate. Nach oben mit einer Dachgeschossebene unter einem Walmdach mit modernen Gauben abschließend. Um 1925 als Verwaltungsgebäude für die Wolldeckenfabrik Schnaufer errichtet. 2004 umfassende Sanierung und Umbau. Als aussagefähiges Dokument der architektonischen Gestaltung der 1. Hälfte des 20. Jahrhunderts ergibt sich ein öffentliches Interesse an der Erhaltung des Gebäudes aus künstlerischen und wissenschaftlichen Gründen. Geschützt nach § 2 DSchG                                                                                              |    |
| Weitere Bilder | Wohn- und Geschäftshaus                                                 | Herrenberger Straße 1                               |           | Giebelständiges, zweigeschossiges Wohn- und Geschäftshaus mit massiv gemauerter und verputzter Erdgeschosszone und Fachwerk-Obergeschoss. Nach oben mit zwei Dachgeschossebenen und Spitzboden unter einem Satteldach mit Schleppgaube abschließend. Die Geschosse jeweils vorstoßend. Das Sichtfachwerk reich mit Andreaskreuzen und kielbogig gefasten Schwellen gestaltet. Laut Hausinschrift 1661 erbaut. 1964 Fachwerkfreilegung. 1991 Fassadensanierung. Das Gebäude ist ein anschauliches Zeugnis für ein Wohn- und Geschäftshaus des späten 17. Jahrhunderts, welches nach dem verheerenden Stadtbrand von 1648 mit hohem gestalterischem Anspruch neu errichtet wurde. Das Wohnhaus ist daher ein Kulturdenkmal aus wissenschaftlichen und heimatgeschichtlichen Gründen, an dessen Erhaltung ein öffentliches Interesse besteht. Geschützt nach § 2 DSchG |    |
|                | Ladenfassade                                                            | Herrenberger Straße 3                               |           | Aus Buntsandstein errichtete, mit vier Segmentbögen reich gegliederte Ladenfassade im Erdgeschoss eines später veränderten Wohn- und Geschäftshauses. Um 1900. Da es sich um eines der wenigen ungestörten Beispiele dieser Zeit handelt, das sich zudem durch handwerkliche Sorgfalt und zu rückhaltende Schmuckelemente ausnimmt, besteht an der Erhaltung dieser Ladenfassade ein öffentliches Interesse aus heimatgeschichtlichen Gründen. Geschützt nach § 2 DSchG |    |
| Weitere Bilder | Gasthaus Ritter                                                         | Herrenberger Straße 4                               |           | Giebelständiges, zweigeschossiges Gasthaus mit jüngerem, traufständigem Saalanbau an der Südseite. Über massiv gemauerter Erdgeschosszone mit Natursteinsockel ein Fachwerk-Obergeschoss. Nach oben mit zwei Dachgeschossebenen und Spitzboden unter einem Satteldach mit Schleppgauben abschließend. Giebelseitig leichte Geschossvorstöße. Schmiedeeiserner Wirtshausausleger mit Darstellung eines Reiters. 18. Jahrhundert. 1962 Fachwerkfreilegung. 1989 Sanierung und Dachgeschoss-Ausbau. Laut Primärkatasterplan von 1831 standen hier ursprünglich zwei Wohngebäude. Das südliche wurde wohl um 1900 für den Saalanbau abgebrochen. Das Gebäude ist ein wichtiges Zeugnis für das Gasthauswesen des 18./19. Jahrhunderts in Weil der Stadt an typischer Stelle an der alten Fernhandelsstraße. An seiner Erhaltung besteht aus wissenschaftlichen und heimatgeschichtlichen Gründen ein öffentliches Interesse. Geschützt nach § 2 DSchG |    |
| Weitere Bilder | Gasthaus Stern                                                          | Herrenberger Straße 8                               |           | Erhaltenswertes Gebäude |    |
|                | Ehemaliges Gasthaus                                                     | Herrenberger Straße 12                              |           | Erhaltenswertes Gebäude |    |
| Weitere Bilder | Ehemaliges Gasthaus und Brauerei zum Römischen König                    | Hirschgasse 1                                       |           | Unmittelbar am Marktplatz in Ecklage stehendes, zweigeschossiges, ehemaliges Gasthaus. Über hoher, massiv gemauerter Erdgeschosszone ein verputztes Fachwerk-Obergeschoss. Nach oben mit zwei Dachgeschossebenen unter einem Satteldach mit Schleppgaube abschließend. Das Obergeschoss giebelseitig leichte vorstoßend. Westlich ein langgestreckter, traufständiger, zweigeschossiger Anbau mit verputztem Erdgeschoss und Fachwerk-Obergeschoss. 17. Jahrhundert. Um 1820 Umgestaltung. 1960 Fassadensanierung. Das sog. „Laumayersche Haus“, benannt nach dem hier gebürtigen Medizinprofessor der Universität Freiburg, Josef Anton Laumayer (1765-1814), diente als Gasthof zum Römischen König. Das Gebäude ist ein wichtiges Zeugnis für das städtische Gasthaus- und Brauereiwesen. An seiner Erhaltung besteht aus wissenschaftlichen und heimatgeschichtlichen Gründen ein öffentliches Interesse. Geschützt nach § 2 DSchG |    |
|                | Wohnhaus                                                                | Hirschgasse 3                                       |           | Erhaltenswertes Gebäude |    |
| Weitere Bilder | Ehemaliges Augustinerkloster mit Gartenmauer (heute: Pfarrhaus)         | Kapuzinerberg 1                                     |           | Unmittelbar an der Stadtmauer in Ecklage zur Poststraße stehendes ehem. Augustinerkloster. Die Dreiflügelanlage mit massiv gemauerter Erdgeschosszone und zwei verputzten Fachwerk-Obergeschossen; der östliche Flügel nur zweigeschossig. Nach oben mit einem Walmdach abschließend. Vom Kreuzgang ist das spätgotische Fischblasenmaßwerk erhalten. Im Osttrakt das ehem. Winterrefektorium mit Stuckdecke von 1722. Im Westtrakt das ehem. Sommerrefektorium. 1494 für die seit 1294 hier ansässigen Augustiner-Eremiten erbaut, 1707 erneuert, 1803 säkularisiert und 1813/15 zum Pfarrund Schulhaus umgenutzt. 1812 Abbruch der Kirche. 1979–83 Instandsetzung und Fassadensanierung. 1993/94 Restaurierung des Kreuzgangs. 2007 Umbau und Renovierung im 1. Obergeschoss. Die östliche Gartenmauer besteht aus Bruch- und (neuerem) Werkstein mit einem Sandstein-Gartentor aus dem späten 18. Jh. An der Erhaltung der ehem. Klosteranlage samt Gartenmauer besteht aus wissenschaftlichen, künstlerischen und heimatgeschichtlichen Gründen ein besonderes öffentliches Interesse. Geschützt nach § 28 DSchG                                   |    |
|                | Doppelwohnhaus                                                          | Kapuzinerberg 4, 6                                  |           | Erhaltenswertes Gebäude |    |
|                | Scheune                                                                 | Kapuzinerberg, bei 8                                |           | Erhaltenswertes Gebäude |    |
| Weitere Bilder | Ehemaliges Superiorwohnhaus                                             | Kapuzinerberg 10                                    |           | Unmittelbar gegenüber des ehem. Kapuzinerklosters in annähernder Solitärlage stehendes, schlankes, dreigeschossiges Wohnhaus. Über massiv gemauertem Erdgeschoss zwei verputzte Fachwerk-Obergeschosse. Nach oben mit einer Dachgeschossebene mit Kniestock unter einem Satteldach abschließend. An der nördlichen Giebelseite reich gestaltetes Türportal. Den Grund für Kirche und Superiorgebäude hatten Anna Adelheid von Au, geb. von Erlach, und ihre Schwester von Leiningen 1665 je zur Hälfte gestiftet. Erneuerungen und Überformungen im 18. und 19. Jahrhundert. 1995/96 Instandsetzung und Modernisierung. Der ungewöhnliche Bau beherbergte die Wohnung des Klostervorstehers (Superior) der Kapuziner von Weil der Stadt. Das repräsentative Wohnhaus ist durch seine Lage und Gestalt neben den klösterlichen Bauten straßenbildprägend und ein wichtiger Hinweis auf die Klostergeschichte der Stadt. An der Erhaltung des Gebäudes besteht aus wissenschaftlichen, künstlerischen und heimatgeschichtlichen Gründen ein öffentliches Interesse. Geschützt nach § 2 DSchG                                                             |    |
| Weitere Bilder | Ehemaliges Kapuzinerkloster, „Klösterle“                                | Kapuzinerberg 11, 11/1                              |           | In solitärer Hanglage unweit der nördlichen Stadtmauer stehendes, ehemaliges Kapuzinerkloster. Straßenseitig der massiv gemauerte und verputzte Kirchenbau, eine Hallenkirche mit Eckquaderungen und hochrechteckiger Befensterung. Nördlich anschließend der massiv gemauerte, dreigeschossige Konventbau. Nach oben mit zwei Dachgeschossebenen unter einem Satteldach abschließend. Das den Heiligen St. Felix und St. Kantalitio geweihte Kloster 1702/03 erbaut, die Kirche 1715 geweiht, 1810 säkularisiert und 1813 privatisiert. 2005-2011 Instandsetzung. Die Anlage wird von historischen Grün- und Freiflächen umgeben. Das ehemalige Kapuzinerkloster zeugt wie kein anderes Gebäude in Weil der Stadt von der gegenreformatorischen Bewegung, die schließlich zur Durchsetzung des katholischen Glaubens in Weil der Stadt führte und mit diesem Kloster manifestiert wurde. An der Erhaltung der für den Kapuzinerorden charakteristisch schlichten Gebäude besteht aus wissenschaftlichen, künstlerischen und heimatgeschichtlichen Gründen ein besonderes öffentliches Interesse. Geschützt nach § 28 DSchG                            |    |
|                | Keller                                                                  | Kapuzinerberg 13                                    |           | Im Bereich der unbebauten Grünfläche westlich des ehemaligen Kapuzinerklosters befindet sich ein Gewölbekeller, welcher sich unter die Straße erstreckt. Der Keller ist ein Indiz für eine mittelalterliche oder frühneuzeitliche Bebauung im Umfeld der 1704 vollendeten Bauten des Kapuzinerklosters sowie ein Hinweis auf eine ehemals andersgeartete Straßenführung. Er ist ein Kulturdenkmal aus wissenschaftlichen, insbesondere stadtbaugeschichtlichen und heimatgeschichtlichen Gründen. Seine Erhaltung liegt insbesondere wegen seines dokumentarischen Wertes im öffentlichen Interesse. Geschützt nach § 2 DSchG |    |
| Weitere Bilder | Sogenannter Galgenbrunnen                                               | Kapuzinerberg (an der Gartenmauer, vor Flstnr. 161) |           | Parallel zur straßenraumprägenden Gartenmauer des ehemaligen Augustinerklosters stehender, rechteckiger Brunnentrog aus Sandstein. Über grob behauenen Steinblöcken wurde ein künstlerisch wertvoller gotischer Wasserspeier von der katholischen Pfarrkirche als Brunnenfigur mit der Mauer verbunden. Der Wasserspeier 15. Jahrhundert. Um 1948/50 hierher versetzt. Der Brunnenstandort selbst ist älter. Der historische Brunnenstandort ist ein Zeugnis für die ehemalige Wasserversorgung in Weil der Stadt. Zudem belegt der noch im Original erhaltene gotische Wasserspeier, der hier in Zweitverwendung verbaut wurde, die künstlerische Qualität der spätmittelalterlichen Steinmetzarbeiten an der Pfarrkirche. An der Erhaltung des Brunnens besteht ein öffentliches Interesse sowohl aus heimatgeschichtlichen als auch aus künstlerischen Gründen. Geschützt nach § 2 DSchG |    |
|                | Scheune                                                                 | Kapuzinergasse 3                                    |           | Erhaltenswertes Gebäude |    |
|                | Ehemalige Scheune                                                       | Kapuzinergasse 7                                    |           | Erhaltenswertes Gebäude |    |
|                | Wohnhaus                                                                | Kapuzinergasse 10                                   |           | Erhaltenswertes Gebäude |    |
| Weitere Bilder | Wohnhaus mit Scheune                                                    | Kapuzinergasse 12                                   |           | In leichter Hanglage traufständig stehendes, dreigeschossiges Wohnhaus mit anschließender Scheune. Über massiv gemauerter Erdgeschosszone zwei verputzte Fachwerk-Obergeschosse. Nach oben mit drei Dachgeschossebenen unter einem Satteldach abschließend. Die Geschosse stoßen giebelseitige jeweils leicht vor; das 2. Obergeschoss auch traufseitig. 17. Jahrhundert (im Hausflur übertünchte inschriftliche Datierung) mit jüngeren Veränderungen. Das Wohnhaus nachträglich nach Norden verlängert. Nördlich des Gebäudes eine zweigeschossige, verputzte Stallscheune mit Satteldach und Schleppgauben. 18./19. Jahrhundert mit zahlreichen Veränderungen. Die stattlichen, straßenbildprägenden Gebäude dokumentieren eine ackerbürgerliche Hofanlage in zentraler Lage zwischen der Pfarrkirche und den ehemaligen Klöstern. Als Zeugnis für die örtliche Bau- und Wirtschaftsgeschichte ergibt sich das öffentliche Interesse an der Erhaltung aus heimatgeschichtlichen Gründen. Geschützt nach § 2 DSchG |    |
|                | Wohnhaus                                                                | Kapuzinergasse 13                                   |           | Erhaltenswertes Gebäude |    |
|                | Wohnhaus                                                                | Kapuzinergasse 15                                   |           | Erhaltenswertes Gebäude |    |
|                | Wohnhaus                                                                | Kapuzinergasse 16                                   |           | Erhaltenswertes Gebäude |    |
|                | Wohnhaus                                                                | Kellereigasse 1                                     |           | Erhaltenswertes Gebäude |    |
| Weitere Bilder | Ehemaliger Hirsauer Pfleghof                                            | Kellereigasse 6                                     |           | Giebelständiges, zweigeschossiges Wohnhaus des ehemaligen Hirsauer Pfleghofs. Massiv gemauerte und verputzte Vollgeschosse. Nach oben mit zwei Dachgeschossebenen unter einem Satteldach mit Schleppgauben abschließend. Die Fassade durch Werksteingliederungen, Eckquader, Fenstergewände und Gesimsbänder akzentuiert. Rundbogiges Kellertor am östlichen Giebel. Im Kern 15. Jahrhundert. Nach dem Stadtbrand von 1648 wieder aufgebaut. Am Türsturz die Inschrift „18 FXD 17“. 1979 Fassadensanierung. 1982 Abbruch der nördlich angrenzenden Ökonomiegebäude. 1983 Umbau und Sanierung. 2008-10 Instandsetzung. Das Kloster Hirsau war schon seit dem 11. Jahrhundert einer der wichtigsten Grundbesitzer in Weil. Das Gebäude dokumentiert die wirtschaftliche Stellung des bedeutenden Klosters Hirsau, das für die Verwaltung seines Besitzes einen Pfleghof unterhielt. Als steinerner Großbau ist er ein wichtiger Hinweis auf die ehem. Herrschafts- und Besitzstrukturen in der Stadt. An der Erhaltung besteht aus heimatgeschichtlichen und wissenschaftlichen Gründen ein öffentliches Interesse. Geschützt nach § 2 DSchG             |    |
| Weitere Bilder | Wohnhaus und Garten                                                     | Keplergasse 1                                       |           | Erhaltenswertes Gebäude |    |
| Weitere Bilder | Geburtshaus des Johannes Kepler                                         | Keplergasse 2                                       |           | In Ecklage unweit des Marktplatzes und Rathauses stehendes, eingeschossiges Wohnhaus über hohem, massiv gemauertem Kellersockel. Darüber ein Fachwerk-Obergeschoss. Nach oben mit einer Dachgeschossebene unter einem Satteldach abschließend. Im Kern 16. Jahrhundert. Beim Stadtbrand 1648 zerstört. Ein Sandsteingewände im Obergeschoss inschriftlich auf 1658 datiert. 1960 Instandsetzung der Außenfassaden. 1990 Neueindeckung des Dachs. 2000 Dachgeschoss-Ausbau. Das Geburtshaus von Johannes Kepler (1571 - 1630) dient heute als Kepler-Museum. Das im Kern auf das 16. Jahrhundert zurückgehende Gebäude am Rande des Marktplatzes besitzt als Geburtshaus von Johannes Kepler hohe stadt- und personengeschichtliche Bedeutung. An seiner Erhaltung besteht daher aus heimatgeschichtlichen Gründen ein besonderes öffentliches Interesse. Geschützt nach § 28 DSchG |    |
|                | Wohnhaus und ehemalige Scheune                                          | Kirchgasse 1, 1/1                                   |           | Erhaltenswertes Gebäude |    |
|                | Ehemalige Scheune                                                       | Kirchgasse 2                                        |           | Erhaltenswertes Gebäude |    |
|                | Wohnhaus                                                                | Kirchgasse 3                                        |           | Erhaltenswertes Gebäude |    |
|                | Sogenanntes Petershaus, ehemals Zehntscheune des hirsauischen Frohnhofs | Kirchgasse 4                                        |           | In Kopflage unweit der Pfarrkirche stehendes, zweigeschossiges Wohnhaus. Über teils massiv gemauerter Erdgeschosszone ein verputztes Fachwerk-Obergeschoss. Nach oben mit zwei Dachgeschossebenen unter einem Satteldach mit westlichem Vollwalm und Schleppgauben abschließend. An der nördlichen Traufseite eine große Toreinfahrt. Wohl im 18. Jahrhundert erbaut. Zu Beginn des 19. Jahrhunderts Einbau einer Wohnung im Obergeschoss. 2003 Umbau und Ausbau. Das so genannte Petershaus, das zum alten hirsauischen Fronhof gehörte, diente ehemals als Zehntscheune zum Speichern des Kirchenzehnten. Das den Kirchhof prägende Gebäude ist als ehemalige Zehntscheune ein wichtiges Zeugnis für die Wirtschaftsgeschichte von Weil der Stadt. An seiner Erhaltung besteht daher aus heimatgeschichtlichen Gründen ein öffentliches Interesse. Geschützt nach § 2 DSchG |    |
|                | Wohn- und Geschäftshaus                                                 | Marktplatz 2                                        |           | Erhaltenswertes Gebäude |    |
| Weitere Bilder | Rathaus                                                                 | Marktplatz 4                                        |           | In Ecklage zur Stuttgarter Straße stehendes, dreigeschossiges Rathaus mit massiv gemauerter, hoher Erdgeschosszone und verputzten Fachwerk-Obergeschossen. Nach oben mit drei Dachgeschossebenen unter einem Halbwalmdach mit Zwerchhaus und Dachreiter abschließend. Das Erdgeschoss zu gut zwei Dritteln als offene Halle ausgebildet und mit reicher Werksteingliederung. Die Obergeschosse traufseitig leicht vorstoßend. 1532 erstmals erwähnt. Reliefs mit Wappen und Reichsadler inschriftlich auf 1582 datiert. Wiederaufbau nach Stadtbrand von 1648. Am Eingang mit 1777 bezeichnet. 1935 renoviert, 1956 Einbau Rathaus-Uhr, 1985 Fassadenrenovierung, 1999 Sanierung. Das Rathaus nimmt durch seine stadtbildprägende Lage im Zentrum von Weil der Stadt eine markante Sonderstellung ein, womit zugleich seine Bedeutung als öffentliches Gebäude unterstrichen wird. Die bauliche und stadtgeschichtliche Bedeutung des Rathauses als wichtigster Repräsentationsbau der Reichsstadt belegen das besondere öffentliche Interesse an seiner Erhaltung aus wissenschaftlichen und heimatgeschichtlichen Gründen. Geschützt nach § 28 DSchG |    |
| Weitere Bilder | Ehemaliges Gasthaus Engel                                               | Marktplatz 5                                        |           | Am Übergang von der Stuttgarter Straße in den Marktplatz giebelständig stehendes, dreigeschossiges Wohnhaus. Über massiv gemauerter Erdgeschosszone zwei verputzte Fachwerk-Obergeschosse. Nach oben mit zwei Dachgeschossebenen unter einem Satteldach abschließend. Giebelseitig durch profilierte Gesimsbänder akzentuiert. Im Kern 16. Jahrhundert. Im 18./19. Jahrhundert überformt. 1985/86 Umbau und Modernisierung. Vom 16. Jahrhundert bis 1902 befand sich hier das Gasthaus Engel. Zugleich handelt es sich um das Wohnhaus der Großeltern und das Gasthaus des Onkels von Johannes Kepler. Das gut überlieferte Gebäude ist ein Zeugnis für das ehemalige Gasthauswesen in Weil der Stadt als Teil der repräsentativen Bebauung am Marktplatz. Aus den ortsgeschichtlichen Zusammenhängen mit der Familie Kepler besteht zudem ein öffentliches Interesse an der Erhaltung aus heimatgeschichtlichen Gründen. Geschützt nach § 2 DSchG |    |
|                | Ehemaliges Gasthaus Sonne                                               | Marktplatz 6                                        |           | Erhaltenswertes Gebäude |    |
| Weitere Bilder | Hotel Krone Post                                                        | Marktplatz 7                                        |           | Erhaltenswertes Gebäude |    |
| Weitere Bilder | Wohn- und Geschäftshaus                                                 | Marktplatz 8                                        |           | In Eck- und leichter Hanglage stehendes, dreigeschossiges, langgestrecktes Wohn- und Geschäftshaus. Über massiv gemauerter Sockel- bzw. Erdgeschosszone zwei verputzte Fachwerk-Obergeschosse. Nach oben mit zwei Dachgeschossebenen unter einem Walmdach abschließend. Traufseitig stößt das 2. Obergeschoss leicht vor. Die südliche Giebelseite durch profilierte Gesimsbänder akzentuiert. 17. Jahrhundert mit jüngeren Veränderungen. Umbau zum Geschäftshaus mit Einrichtung eines Ladens im Erdgeschoss im 19. Jahrhundert. Das stattliche Gebäude ist als Teil der repräsentativen Marktplatzbebauung ein anschaulich überliefertes Zeugnis für ein Wohn- und Geschäftshaus des 19. Jahrhunderts, welches im Kern auf ein älteres, möglicherweise mit Sondernutzung versehenes Gebäude zurückgeht. An seiner Erhaltung besteht aus wissenschaftlichen und heimatgeschichtlichen Gründen ein öffentliches Interesse. Geschützt nach § 2 DSchG |    |
|                | Wohn- und Geschäftshaus mit Scheune                                     | Marktplatz 9                                        |           | Erhaltenswertes Gebäude |    |
| Weitere Bilder | Stadtmuseum                                                             | Marktplatz 12                                       |           | Giebelständiges, zweigeschossiges Wohnhaus (heute: Stadtmuseum) mit massiv gemauerter Erdgeschosszone und verputztem Fachwerk-Obergeschoss. Nach oben mit zwei Dachgeschossebenen und Spitzboden unter einem Satteldach abschließend. Am Giebel zwei kupferverkleidete Klebdächer. Im Erdgeschoss große rundbogige Toreinfahrt und geohrte Fenstergewände. Im Türsturz inschriftlich datiert auf „A 17 INRI 21 G“. Jüngere Veränderungen. Besitzer des Hauses war im 18. Jahrhundert der Handelsmann Anton Gall, der Vater des späteren Bischofs von Linz, Josef Anton Gall, der sich als Wohltäter der Stadt verdient gemacht hat. Später ging das Haus an den Schultheißen Beyerle und Bürgermeister Hermann Schütz über. Hier befand sich auch der Sitz der ersten einheimischen Zeitung und zeitweise eine Apotheke. An der Erhaltung des heute als Stadtmuseum dienenden Baues besteht somit aus heimatgeschichtlichen Gründen ein öffentliches Interesse. Es bildet einen Teil der repräsentativen Marktplatzbebauung. Geschützt nach § 2 DSchG                                                                                                  |    |
| Weitere Bilder | Ehemaliges Gasthaus Schwarzer Adler                                     | Marktplatz 13                                       |           | In Ecklage stehendes, breit gelagertes, zweigeschossiges Gasthaus mit teils massiv gemauerten, teils in Fachwerkbauweise errichteten und verputzten Vollgeschossen über einem massiv gemauerten Kellersockel. Nach oben mit zwei Dachgeschossebenen und Spitzboden unter einem Satteldach abschließend. An der nordwestlichen Gebäudeecke eine aus Blech getriebene schwarze Adlerfigur. 18. Jahrhundert. 1988 Fassadensanierung und Fenstererneuerung. Bereits 1608 wird erstmals ein Adler erwähnt, 1698 ein goldener Adler und 1766 ein Schwarzadler. Das stattliche, in ortsbildprägender Lage am Knotenpunkt der Hauptachsen stehende Gebäude ist als Teil der repräsentativen Marktplatzbebauung ein wichtiges Zeugnis für das historische Gasthauswesen in Weil der Stadt. An der Erhaltung besteht daher aus wissenschaftlichen und heimatgeschichtlichen Gründen ein öffentliches Interesse. Geschützt nach § 2 DSchG |    |
| Weitere Bilder | Sogenanntes Steinhaus                                                   | Marktplatz 14                                       |           | Giebelständiger, viergeschossiger Wohnturm (sog. Steinhaus oder Gallsches Haus; nach seinem früheren Besitz Anton Gall, siehe Marktplatz 12). Massiv gemauerte, hohe Erdgeschosszone und verputzte Obergeschosse. Nach oben mit zwei Dachgeschossebenen unter einem Walmdach mit Satteldachgauben abschließend. Der Wohnturm im Kern wohl 13. Jahrhundert. Zu dem Steinhaus gehörte der sog. Steinhof (Steinhofgasse 8). 1479 erwarb die Stadt das gesamte Anwesen von den Herren von Gemmingen und richtete hier das Gerichtshaus ein. Nach dem Stadtbrand von 1648 diente der Bau vorübergehend als Rathaus. In der 2. Hälfte des 20. Jahrhunderts Einrichtung des 1. Obergeschosses durch Abtrennung vom Erdgeschoss. 1993 neue Dacheindeckung. Das ungewöhnlich hohe Gebäude nimmt im Platzgefüge am Marktplatz eine Sonderstellung ein. Die Bedeutung des Bauwerks für Weil der Stadt und die ortsbildprägende Erscheinung sind ausschlaggebend für das öffentliche Interesse an der Erhaltung aus heimatgeschichtlichen und wissenschaftlichen Gründen. Geschützt nach § 2 DSchG                                                                 |    |
|                | Ladenfassade                                                            | Marktplatz 15                                       |           | Erhaltenswertes Bauteil |    |
| Weitere Bilder | Sogenanntes Gallsches Haus                                              | Marktplatz 16                                       |           | In Ecklage stehendes, dreigeschossiges Wohn- und Geschäftshaus (sog. Gallsches Haus) mit massiv gemauerten und verputzten Vollgeschossen. Nach oben mit zwei Dachgeschossebenen unter einem Walmdach abschließend. An der südlichen Traufseite mit giebelbekröntem Mittelrisalit. Die Fassaden durch Buntsandstein-Gliederungen (Eckquaderungen, Gesimsbänder) akzentuiert. Laut überlieferter Baugesuchsunterlagen 1793 erbaut. 1954 Einbau der heutigen Schaufensterfront. 1987/88 Innenrenovierung in den beiden Obergeschossen. 1991 Ausbau der Dachgeschosse. Bauherr war Johann Baptist Gall, Handelsmann und Bürgermeister in Weil der Stadt, Sohn des Handelsmanns und Stadtvorstandes Anton Gall und Bruder des Bischofs von Linz, Josef Anton Gall. Das in Weil der Stadt singuläre, in Formen eines repräsentativen Palais erbaute Haus ist ein wichtiges Zeugnis der Baukultur um 1800 und dominiert den Marktplatz in hohem Maße. An der Erhaltung besteht aus wissenschaftlichen, künstlerischen und heimatgeschichtlichen Gründen ein besonderes öffentliches Interesse. Geschützt nach § 12 DSchG                                      |    |
|                | Wohn- und Geschäftshaus                                                 | Marktplatz 17                                       |           | Erhaltenswertes Gebäude |    |
| Weitere Bilder | Wohn- und Geschäftshaus                                                 | Marktplatz 19                                       |           | Giebelständiges, dreigeschossiges Wohn- und Geschäftshaus mit massiv gemauerter Erdgeschosszone und verputzten Fachwerk-Obergeschossen. Nach oben mit zwei Dachgeschossebenen und Spitzboden unter einem Satteldach abschließend. Die Geschosse giebelseitig leicht vorstoßend. Das Erdgeschoss durch Ladeneinbau modern überformt. 17. Jahrhundert mit jüngeren Veränderungen. Das in einer Reihe giebelständiger Gebäude stehende, den westlichen Marktplatzrand einsäumende Wohn- und Geschäftshaus ist ein gutes Dokument für die städtische Architektur des 17. Jahrhunderts in Weil der Stadt. Zudem beherrscht das stattliche Gebäude den westlichen Marktplatzrand und wirkt somit ortsbildprägend. An der Erhaltung des Gebäudes besteht aus wissenschaftlichen und heimatgeschichtlichen Gründen ein öffentliches Interesse. Geschützt nach § 2 DSchG |    |
| Weitere Bilder | Karlsbrunnen                                                            | Marktplatz                                          |           | Unmittelbar vor dem Rathaus auf dem Marktplatz stehender Laufbrunnen mit achteckigem, sandsteinernem Brunnentrog und balusterartigem, sandsteinernem Brunnenstock mit vier Auslassröhren. Auf dem Brunnenstock das farbig gefasst Standbild von Kaiser Karl V. mit Wappenschild mit Reichsadler und Inschrift „1537“. Der Brunnen laut Inschrift von 1537. Brunnentrog im späten 18. Jahrhundert erneuert. Das Standbild von 1669 heute im Stadtmuseum und 1987/88 durch Kopie ersetzt. Der Karlsbrunnen befindet sich an einem wohl noch mittelalterlichen Brunnenstandort und ist ein wichtiges Zeugnis für die historische Wasserversorgung in Weil der Stadt. Zugleich ist der Brunnen ein Dokument für den hohen künstlerischen Anspruch und die handwerklichen Fähigkeiten früherer Zeit. An der Erhaltung des den Platzraum mit Keplerdenkmal und Löwenbrunnen bestimmenden Brunnens besteht aus wissenschaftlichen, künstlerischen und heimatgeschichtlichen Gründen ein besonderes öffentliches Interesse. Geschützt nach § 28 DSchG |    |
| Weitere Bilder | Keplerdenkmal                                                           | Marktplatz                                          |           | Etwa zentral auf dem Marktplatz stehendes Denkmal für den bedeutenden Sohn der Stadt: Johannes Kepler (1571-1630). Rechteckiger Sandsteinsockel mit abgeschrägten Ecken, die jeweils in einer Nische eine Bronzefigur beherbergen. An den übrigen Seiten Bronzereliefs mit Darstellungen von Persönlichkeiten und Wissenschaften, die mit Keplers Erkenntnissen in unmittelbarem Zusammenhang stehen. Auf dem Steinsockel eine Bronzefigur mit Darstellung von Johannes Kepler in sitzender Haltung. Das Denkmal wurde nach Entwurf von August Kreling 1866 bis 1870 erarbeitet und 1871 – zum 300. Geburtstag des bedeutenden Astronomen – aufgestellt. 1952 wurde der bis dahin reich gestaltete Sockel in seine heutige Form umgestaltet. Das Keplerdenkmal ist mit seiner künstlerischen Qualität ein wichtiges Zeugnis für die Erinnerungskultur in Weil der Stadt. An der Erhaltung des Denkmals besteht daher aus wissenschaftlichen, künstlerischen und heimatgeschichtlichen Gründen ein öffentliches Interesse. Geschützt nach § 2 DSchG |    |
| Weitere Bilder | Wappen- oder Löwenbrunnen                                               | Marktplatz                                          |           | An der südwestlichen Ecke des Marktplatzes stehender Laufbrunnen mit achteckigem, sandsteinernem Brunnentrog und balusterartigem, sandsteinernem Brunnenstock mit vier Auslassröhren. Auf dem Brunnenstock ein stehender Löwe mit Wappenschild mit Reichsadler. Der Brunnentrog inschriftlich datiert auf „H 1603 D“. Die Initialen stehen für Hans Decker, einen örtlichen Werkmeister. Die Löwenfigur bei Instandsetzungsarbeiten 1985/86 durch Kopie ersetzt. Der Wappen- oder Löwenbrunnen befindet sich an einem frühneuzeitlichen Brunnenstandort und ist ein anschaulich überliefertes Zeugnis für die historische Wasserversorgung in Weil der Stadt und den Repräsentationsanspruch der Reichsstadt. Zugleich ist der Brunnen ein Dokument für den hohen künstlerischen Anspruch und die handwerklichen Fähigkeiten früherer Zeit. An der Erhaltung des den Platzraum mit Keplerdenkmal und Karlsbrunnen bestimmenden Brunnens besteht aus wissenschaftlichen, künstlerischen und heimatgeschichtlichen Gründen ein besonderes öffentliches Interesse. Geschützt nach § 28 DSchG                                                              |    |
|                | Wohnhaus                                                                | Mühlgasse 6                                         |           | Erhaltenswertes Gebäude |    |
|                | Scheune                                                                 | Mühlgasse 8                                         |           | Erhaltenswertes Gebäude |    |
|                | Scheune                                                                 | Mühlgasse 10 (Nebengebäude)                         |           | Erhaltenswertes Gebäude |    |
|                | Scheune                                                                 | Mühlgasse 12                                        |           | Erhaltenswertes Gebäude |    |
| Weitere Bilder | Heiligennische                                                          | Mühlgasse 13                                        |           | An der südöstlichen Gebäudeecke eines Wohnhauses in die Hauswand eingelassene Heiligennische aus profilierten Pilastern und Kämpfern mit profiliertem Rundbogen, Keilstein und muschelförmig ausgearbeiteter Kalotte. Die ehemals zur Nische gehörende Heiligenfigur scheint verloren zu sein. Heute steht hier eine wohl jüngere Christus-Figur. Die Basis der Nische inschriftlich datiert auf „18 Konrad Schoeninger 34“. Als Beleg heimischer Steinmetzkunst der ersten Hälfte des 19. Jahrhunderts und als eines der letzten deutlichen Zeichen der Volksfrömmigkeit im katholischen Weil der Stadt besteht an der Erhaltung der Nische ein öffentliches Interesse aus heimatgeschichtlichen Gründen. Geschützt nach § 2 DSchG |    |
| Weitere Bilder | Wohnhaus                                                                | Mühlgasse 14                                        |           | In Ecklage stehendes, zweigeschossiges Wohnhaus mit teils massiv gemauerter, teils in Fachwerkbauweise errichteter Erdgeschosszone und fachwerksichtigem Obergeschoss. Nach oben mit zwei Dachgeschossebenen unter einem Satteldach abschließend. Das Obergeschoss giebelseitig weit über geschnitzten Knaggen vorstoßend. Die Dachgeschosse leicht mit kielbogig profilierten Schwellen vorstoßend. Das mit verblatteter Fachwerkkonstruktion errichtete Erdgeschoss noch aus dem 16. Jahrhundert. Das Obergeschoss und Dachtragwerk aus der 2. Hälfte des 17. Jahrhunderts. Jüngere Veränderungen. 1961 Fachwerksanierung. Da die Spitalvorstadt vom Stadtbrand 1648 verschont blieb, repräsentiert das Haus eines jener seltenen Baudokumente von Weil der Stadt, an denen sich die vorangehende Bebauung ablesen lässt. Als eindrucksvoller Beleg für diese Situation wie auch für den Gestaltungsanspruch des 16. und 17. Jahrhunderts besteht an der Erhaltung des Hauses ein öffentliches Interesse aus wissenschaftlichen und heimatgeschichtlichen Gründen. Geschützt nach § 2 DSchG                                                          |    |
| Weitere Bilder | Ackerbürgerhaus, ehemalige Scheune                                      | Obere Hofstättgasse 5                               |           | Giebelständiges, unmittelbar an der südlichen Stadtmauer stehendes, zweigeschossiges Wohnhaus. Über teils massiv gemauerter Erdgeschosszone ein fachwerksichtiges Obergeschoss. Nach oben mit zwei Dachgeschossebenen und Spitzboden unter einem Satteldach mit Schleppgauben abschließend. Zweites Dachgeschoss leicht vorstoßend. Giebelseitig eine große, ehemalige Toreinfahrt. 18. Jahrhundert. Ursprünglich als Scheune erbaut und wohl in der zweiten Hälfte des 19. Jahrhunderts zum Wohnhaus umgenutzt. Im Giebeldreieck die gemalten Aufschriften „1875“ und „2007“. 2006/07 Sanierung und Einbau von zwei Wohnungen. Das als Scheune erbaute Wohnhaus ist ein Zeugnis für die ehemalige landwirtschaftliche Prägung von Weil der Stadt und zugleich ein Dokument für die bereits in früheren Jahrhunderten notwendige Nutzbarmachung älterer Ökonomiegebäude zu Wohnzwecken. An der Erhaltung des Hauses besteht aus wissenschaftlichen und heimatgeschichtlichen Gründen ein öffentliches Interesse. Geschützt nach § 2 DSchG |    |
|                | Wohnhaus Obere                                                          | Obere Hofstättgasse 6                               |           | Erhaltenswertes Gebäude |    |
|                | Wohnhaus, ehemaliges Ökonomiegebäude                                    | Obere Hofstättgasse 7                               |           | Erhaltenswertes Gebäude |    |
| Weitere Bilder | Wohnhaus                                                                | Obere Klostergasse 3                                |           | Unmittelbar an die Stadtmauer gebautes, giebelständiges, zweigeschossiges Wohnhaus mit massiv gemauerter und verputzter Erdgeschosszone und fachwerksichtigem Obergeschoss. Nach oben mit zwei Dachgeschossebenen unter einem Satteldach abschließend. Das offensichtlich noch unausgebaute Dachgeschoss stößt giebelseitig leicht vor. 17. Jahrhundert mit jüngeren Veränderungen. Das einzige überlieferte historische Wohnhaus in der Oberen Klostergasse ist ein Zeugnis für ein Weiler Ackerbürgerhaus des 17. Jahrhunderts. Somit gibt es einen Hinweis auf die typischen, landwirtschaftlich geprägten Sozialstrukturen, die sich an den Stadträndern und in den Vorstädten deutlich verdichtet nachweisen lassen. An der Erhaltung besteht daher aus wissenschaftlichen und heimatgeschichtlichen Gründen ein öffentliches Interesse. Geschützt nach § 2 DSchG |    |
|                | Wegekreuz                                                               | Paul-Reusch-Straße (Flstnr. 195)                    |           | In den Grünanlagen nördlich außerhalb der Stadtmauer stehendes Wegekreuz. Hölzerner Kreuzstock mit Wetterdach. Hölzerner Kruzifixus als Dreinageltypus. 19. Jahrhundert. Als ein gutes Zeugnis ländlicher Volksfrömmigkeit des 19. Jahrhunderts besteht an der Erhaltung des Wegekreuzes aus heimatgeschichtlichen Gründen öffentliches Interesse. Geschützt nach § 2 DSchG |    |
| Weitere Bilder | Katholische Stadtpfarrkirche St. Peter und Paul                         | Peter-und-Paul-Platz 2                              |           | Dreischiffige Hallenkirche massiv aus Quadersteinen errichtet mit zwei Osttürmen und einem Westturm. Eingezogener Chor mit polygonalem Abschluss. Im Innern hochwertige, überwiegend barocke Ausstattung: Hochaltar um 1700, Sakramentshaus von 1611, hölzerne Kanzel von 1743, Orgel um 1700. Die Osttürme im unteren Bereich von romanischem Vorgängerbau um 1200, die oberen Bereiche um 1250. Westturm in den unteren Geschossen um 1380. Chor und Kirchenschiff 1492 durch Uracher Bauhütte neu errichtet. Der Chor wurde 1519 eingewölbt. Das Schiffsgewölbe stürzte 1648 beim Stadtbrand ein und wurde zunächst durch eine hölzerne Flachdecke ersetzt. 1869 Rekonstruktion der spätgotischen Gewölbe durch Hofbaumeister Josef Egle. 1978-1985 grundlegende Sicherung und Restaurierung. Die leicht erhöht gelegene Stadtpfarrkirche ist ein herausragendes Zeugnis für die Stadt- und Kirchengeschichte und zugleich vertikale Dominante im Stadtbild. An ihrer Erhaltung samt Ausstattung besteht aus wissenschaftlichen, künstlerischen und heimatgeschichtlichen Gründen ein besonderes öffentliches Interesse. Geschützt nach § 28 DSchG  |    |
| Weitere Bilder | Wohnhaus, ehemalige Schule                                              | Peter-und-Paul-Platz 3                              |           | Unmittelbar gegenüber, nördlich der Pfarrkirche stehendes, zweigeschossiges, ehemaliges Schulhaus mit massiv gemauerter Erdgeschosszone und verputztem Fachwerk-Obergeschoss. Nach oben mit zwei Dachgeschossebenen unter einem Satteldach abschließend. Das Obergeschoss traufseitig leicht vorstoßend. An der südlichen Traufseite ein rundbogiges Kellertor. 17. Jahrhundert mit jüngeren Veränderungen. Bis 1803 befand sich hier, wie auch in dem angebauten Haus Nr. 5, die Schule. Das ehemalige Schulhaus in typischer kirchennaher Lage vermittelt gemeinsam mit dem Nachbargebäude (Nr. 5) in anschaulicher Weise den Typus eines städtischen Schulhauses des 17./18. Jahrhunderts. Es ist somit ein wichtiges Zeugnis für das historische Schulwesen in Weil der Stadt. An seiner Erhaltung besteht aus wissenschaftlichen und heimatgeschichtlichen Gründen ein öffentliches Interesse. Geschützt nach § 2 DSchG |    |
| Weitere Bilder | Wohnhaus, ehemalige Schule                                              | Peter-und-Paul-Platz 5                              |           | Unmittelbar gegenüber, nördlich der Pfarrkirche stehendes, zweigeschossiges, ehemaliges Schulhaus mit massiv gemauerter Erdgeschosszone und teilweise verputztem Fachwerk-Obergeschoss. Nach oben mit zwei Dachgeschossebenen und Spitzboden unter einem Satteldach mit Schleppgauben abschließend. Die Geschosse giebelseitig leicht über profilierten Schwellen vorstoßend. Das Sichtfachwerk mit K-Streben und geschweiften Streben. 17. Jahrhundert mit jüngeren Veränderungen. 1982/83 Fassadensanierung. Bis 1803 befand sich hier, wie auch in dem angebauten Haus Nr. 3, die Schule. Das ehemalige Schulhaus in typischer kirchennaher Lage vermittelt gemeinsam mit dem Nachbargebäude (Nr. 3) in anschaulicher Weise den Typus eines städtischen Schulhauses des 17./18. Jahrhunderts. Es ist somit ein wichtiges Zeugnis für das historische Schulwesen in Weil der Stadt. An seiner Erhaltung besteht aus wissenschaftlichen und heimatgeschichtlichen Gründen ein öffentliches Interesse. Geschützt nach § 2 DSchG |    |
| Weitere Bilder | Wohn- und Geschäftshaus                                                 | Pfarrgasse 2                                        |           | In Eck- und leichter Hanglage unmittelbar unterhalb der Pfarrkirche stehendes, zweigeschossiges Wohn- und Geschäftshaus. Über massiv gemauerter Erdgeschosszone ein fachwerksichtiges Obergeschoss. Nach oben mit zwei Dachgeschossebenen und Spitzboden unter einem Satteldach mit Schleppgauben abschließend. Am südlichen Giebel stoßen die Dachgeschosse leicht vor. Die südliche Ladenfassade mit rustizierenden Sandsteingliederungen. 17. Jahrhundert mit jüngeren Veränderungen. 1998 Umgestaltung der Schaufensterfront. Das Gebäude ist ein anschaulich überliefertes Zeugnis für ein repräsentatives Wohn- und Geschäftshaus des 17./18. Jahrhunderts, welches nahe der Kirche und an der Hauptachse (Stuttgarter Straße) in bevorzugter Lage steht. An der Erhaltung besteht aus wissenschaftlichen und heimatgeschichtlichen Gründen ein öffentliches Interesse. Geschützt nach § 2 DSchG |    |
|                | Ackerbürgerhaus                                                         | Pfarrgasse 3                                        |           | In Eck- und leichter Hanglage unmittelbar gegenüber des Westturms der Pfarrkirche stehendes, zweigeschossiges Ackerbürgerhaus. Über massiv gemauerter, hoher Erdgeschosszone ein verputztes Fachwerk-Obergeschoss. Nach oben mit zwei Dachgeschossebenen und Spitzboden unter einem Satteldach mit Schleppgauben abschließend. Die Geschosse an der südlichen und östlichen Fassade leicht vorstoßend. An der östlichen Giebelseite rundbogiges Kellertor und moderne Garageneinfahrten. 17. Jahrhundert mit jüngeren Veränderungen. 1999/2000 Um- und Ausbau sowie Errichtung von Dachgauben. Das gut überlieferte Gebäude ist ein wichtiges Dokument für ein ehemaliges Ackerbürgerhaus des späten 17. Jahrhunderts in Weil der Stadt. Es zeugt von der bis ins 19. Jahrhundert andauernden landwirtschaftlichen Prägung der Stadt. An der Erhaltung besteht aus wissenschaftlichen und heimatgeschichtlichen Gründen ein öffentliches Interesse. Geschützt nach § 2 DSchG |    |
| Weitere Bilder | Eingang mit Oberlicht und Erkerkonsolen                                 | Pfarrgasse 6                                        |           | Aus Buntsandstein errichtetes korbbogiges, profiliertes Türgewände mit profilierten Kämpfern und querovalem Oberlicht. Darüber eine von Konsolen gestützte dreiseitige Erkervorkragung. 2. Hälfte 18. Jahrhundert. Das Gebäude nach Brand 1980 unter Erhaltung des Türportals wieder aufgebaut. Hier stand wohl ehemals das Pfarrhaus der Stadtpfarrkirche, von welchem sich das Türportal erhalten hat. Das barocke Türportal samt Oberlicht und Erkerkonsolen dokumentiert die Entstehungszeit des ehemaligen Hauses und bietet ein Beispiel für die kunsthandwerkliche Fertigkeit und stilgeschichtliche Situation in Weil der Stadt in der zweiten Hälfte des 18. Jahrhunderts. Als solches besitzt es Seltenheitswert. An der Erhaltung besteht somit aus heimatgeschichtlichen Gründen ein öffentliches Interesse. Geschützt nach § 2 DSchG |    |
| Weitere Bilder | Wohn- und Geschäftshaus                                                 | Pfarrgasse 7                                        |           | In Ecklage unweit der Pfarrkirche stehendes, dreigeschossiges Wohn- und Geschäftshaus. Über massiv gemauerter Erdgeschosszone zwei verputzte Fachwerk-Obergeschosse; die östliche Giebelfassade fachwerksichtig. Nach oben mit zwei Dachgeschossebenen und Spitzboden unter einem Satteldach abschließend. Giebelseitig leichte Geschossvorstöße. Das Sichtfachwerk mit kielbogig gefasten Schwellen, genasten Andreaskreuzen und Rautenmotiv reich verziert. 17. Jahrhundert mit jüngeren Veränderungen. Südlich am Gebäude ein kleiner zweigeschossiger Ökonomieanbau mit Pultdach. 19. Jahrhundert. Das stattliche und sehr anschaulich überlieferte Gebäude ist ein gutes Zeugnis für ein Bürgerhaus des 17. Jahrhunderts in Weil der Stadt. Bemerkenswert sind das reich gestaltete Fachwerk sowie das wohl nach wie vor unausgebaute Dach. Aus der Qualität der kunsthandwerklichen Arbeit sowie der Ecklage des Hauses gegenüber der Pfarrkirche resultiert das öffentliche Interesse an einer Erhaltung aus heimatgeschichtlichen und künstlerischen Gründen. Geschützt nach § 2 DSchG                                                         |    |
| Weitere Bilder | Ehemaliges Fabrikgebäude                                                | Pfarrgasse 8                                        |           | Erhaltenswertes Gebäude |    |
|                | Scheune (vormals Bebenhäuser Pfleghof)                                  | Pfarrgasse 9                                        |           | Erhaltenswertes Gebäude |    |
|                | Wohn- und Geschäftshaus                                                 | Pfarrgasse 10                                       |           | Erhaltenswertes Gebäude |    |
| Weitere Bilder | Ehemaliger Herrenalber Pfleghof                                         | Pforzheimer Straße 3, 3/1, 3/2                      |           | Giebelständiges, zweigeschossiges Wohnhaus des ehemaligen Herrenalber Pfleghofs. Über massiv gemauerter Erdgeschosszone ein verputztes Fachwerk-Obergeschoss. Nach oben mit zwei Dachgeschossebenen und Spitzboden unter einem Satteldach abschließend. Giebelseitig ein Gesimsband über dem Erdgeschoss. Im Kern 16. Jahrhundert, ab 1808 Gasthaus „Zum Hirsch“, 1993 Neubau des westlichen Anbaus, 2000 Fassadensanierung. Westlich des Wohnhauses die zweigeschossigen, massiv gemauerten Umfassungswände der ehemaligen Zehntscheune. Inschrift auf Sandsteintafel: „15 HD 89“, in den Keilsteinen der beiden Segmentbogentore sind zwei Umbauphasen datiert „1793“ und „1815“. 1965 abgebrannt. 1993/94 Wohnhausneubau innerhalb der alten Umfassungsmauern. Als Zeugnis einer im Mittelalter geübten Praxis klösterlicher Verwaltung und ihres architektonischen Ausdrucks besteht an der Erhaltung der Anlage ein öffentliches Interesse aus heimatgeschichtlichen und wissenschaftlichen Gründen. Geschützt nach § 2 DSchG |    |
| Weitere Bilder | Wohnhaus und Nebengebäude Pforzheimer Straße 5, 5/1                     | Pforzheimer Straße 5, 5/1                           |           | Erhaltenswertes Gebäude |    |
| Weitere Bilder | Wohnhaus Pforzheimer Straße 11                                          | Pforzheimer Straße 11                               |           | In Eck- und leichter Hanglage stehendes, zweigeschossiges Wohnhaus. Über massiv gemauertem Kellersockel zwei verputzte Fachwerk-Vollgeschosse. Nach oben mit drei Dachgeschossebenen unter einem Satteldach abschließend. Die Geschoss jeweils leicht vorstoßend. Ein Hauseingang an der nordöstlichen, abgeschrägten Hausecke. An der östlichen Traufseite eine Stalltüre und ein Kellertor. Südlich an das Gebäude angebauter, zweigeschossiger Stallteil mit Satteldach. 17./18. Jahrhundert mit jüngeren Veränderungen. Das Wohnhaus samt Anbau ist als ein wichtiges Zeugnis der lokalen Baugeschichte anzusehen. Bemerkenswert ist das wohl noch unausgebaute Dach. Zudem prägt das Gebäude durch seine Ecklage das historische Straßenbild. An der Erhaltung besteht daher aus wissenschaftlichen und heimatgeschichtlichen Gründen ein öffentliches Interesse. Geschützt nach § 2 DSchG |    |
|                | Wohn- und Geschäftshaus                                                 | Pforzheimer Straße 13                               |           | Erhaltenswertes Gebäude |    |
|                | Wohn- und Geschäftshaus Pforzheimer Straße 16                           | Pforzheimer Straße 16                               |           | Erhaltenswertes Gebäude |    |
|                | Wohn- und Geschäftshaus                                                 | Pforzheimer Straße 17                               |           | Erhaltenswertes Gebäude |    |
| Weitere Bilder | Wohnhaus                                                                | Pforzheimer Straße 18                               |           | In Eck- und leichter Hanglage stehendes, zweigeschossiges Wohnhaus mit massiv gemauerter Erdgeschosszone und verputztem Fachwerk-Obergeschoss. Nach oben mit zwei Dachgeschossebenen und Spitzboden unter einem Satteldach mit Schleppgauben abschließend. Giebelseitig leichte Geschossvorstöße. An der westlichen Giebelseite kleines Kellertor und außenliegender Treppenausgang. Das östliche Viertel des Gebäudes nimmt einen ehemaligen Stallteil auf. 17./18. Jahrhundert mit jüngeren Veränderungen. Das Gebäude ist ein anschauliches Zeugnis für ein Bürgerhaus des 17./18. Jahrhunderts in Weil der Stadt, welches zugleich mit dem integrierten Stallteil die ehemals landwirtschaftliche Prägung der Stadt verdeutlicht. Es ist Bestandteil der dichten historischen Bebauung in der Pforzheimer Straße. An seiner Erhaltung besteht aus wissenschaftlichen und heimatgeschichtlichen Gründen ein öffentliches Interesse. Geschützt nach § 2 DSchG |    |
|                | Hofanlage                                                               | Pforzheimer Straße 19                               |           | Erhaltenswertes Gebäude |    |
|                | Gasthaus                                                                | Pforzheimer Straße 22                               |           | Erhaltenswertes Gebäude |    |
|                | Wohnhaus                                                                | Plangasse 3 (Karte)                                 |           | Erhaltenswertes Gebäude | BW |
| Weitere Bilder | Wohnhaus                                                                | Plangasse 7 (Karte)                                 |           | Unmittelbar südlich der Stadtmauer, giebelständig stehendes, zweigeschossiges Wohnhaus. Über massiv gemauertem Sockel zwei verputzte Fachwerk-Vollgeschosse. Nach oben mit zwei Dachgeschossebenen unter einem Satteldach mit nördlichem Halbwalm abschließend. Das 1. Dachgeschoss stößt giebelseitig weit über Kopfbändern vor; hier soll sich einst eine Gerberlaube befunden haben. Im Erdgeschoss ein nachträglich eingebautes, rundbogiges Portal aus diamantierten Quadern mit reich verziertem Keilstein. 16. Jahrhundert mit jüngeren Veränderungen. 1998 nördlicher Wohnhausanbau sowie Umbau und Sanierung. Das anschaulich überlieferte Gebäude ist ein wichtiges Zeugnis für ein ehemaliges Gerberhaus des 16. Jahrhunderts in Weil der Stadt. Da die Spitalvorstadt vom großen Stadtbrand 1648 verschont blieb, handelt es sich hier auch um eines der ältesten Häuser der Stadt. An der Erhaltung besteht aus künstlerischen und heimatgeschichtlichen Gründen ein öffentliches Interesse. Geschützt nach § 2 DSchG |    |
|                | Wohnhaus und Scheune                                                    | Plangasse 9, 9/1 (Karte)                            |           | Erhaltenswertes Gebäude | BW |
|                | Wohnhaus und Scheune                                                    | Plangasse 13 (Karte)                                |           | Erhaltenswertes Gebäude | BW |
|                | Wohn- und Geschäftshaus                                                 | Poststraße 3                                        |           | Erhaltenswertes Gebäude |    |
|                | Wohn- und Geschäftshaus                                                 | Scheergasse 1                                       |           | Erhaltenswertes Gebäude |    |
| Weitere Bilder | Wohnhaus und Scheune                                                    | Scheergasse 10, 12                                  |           | In leichter Hanglage stehendes, giebelständiges, zweigeschossiges Wohnhaus mit angebautem Scheunenteil. Teils massiv gemauerte, teils in Fachwerkbauweise errichtete Erdgeschosszone und verputztes Fachwerk-Obergeschoss. Nach oben mit zwei Dachgeschossebenen unter einem Satteldach abschließend. Das Obergeschoss giebelseitig vorstoßend. Im Erdgeschoss Eckquaderungen aus Buntsandstein. [Wohnhaus ist Kulturdenkmal] 17. Jahrhundert mit jüngeren Veränderungen. Südlich des Wohnhauses eine leicht von der Straße zurückgesetzte, zweigeschossige, verputzte Fachwerk-Scheune mit Satteldach und großer rundbogiger Toreinfahrt. [Erhaltenswertes Gebäude] 17./18. Jahrhundert. Das Wohnhaus ist ein anschauliches Zeugnis für ein Ackerbürgerhaus des späten 17. Jahrhunderts in Weil der Stadt. Die angebaute Scheune unterstreicht beispielhaft die landwirtschaftliche Prägung. An der Erhaltung besteht aus wissenschaftlichen und heimatgeschichtlichen Gründen ein öffentliches Interesse. Geschützt nach §§ 2 (Wohnhaus) DSchG |    |
|                | Wohn- und Geschäftshaus                                                 | Spitalgasse 1                                       |           | Erhaltenswertes Gebäude |    |
| Weitere Bilder | Wohnhaus Spitalgasse 3                                                  | Spitalgasse 3                                       |           | Giebelständiges, sehr breit gelagertes, zweigeschossiges Wohnhaus. Über massiv gemauerter Erdgeschosszone ein verputztes Fachwerk-Obergeschoss. Nach oben mit zwei Dachgeschossebenen und Spitzboden unter einem Satteldach abschließend. Giebelseitig schräg zulaufende Geschossvorstöße über Kopfbändern und geschnitzten Knaggen. Bemerkenswert ist das über den Vollgeschossen leicht verdrehte Dachtragwerk. 15./16. Jahrhundert mit jüngeren Veränderungen. Das Gebäude ist ein eindrucksvoll erhaltenes Zeugnis eines für Weil der Stadt sehr frühen Bürgerhauses, welches in der Spitalvorstadt vom großen Stadtbrand 1648 verschont blieb und somit als eines der ältesten Häuser der Stadt anzusehen ist. An der Erhaltung besteht aus wissenschaftlichen und heimatgeschichtlichen Gründen ein öffentliches Interesse. Geschützt nach § 2 DSchG |    |
|                | Wohnhaus                                                                | Spitalgasse 12                                      |           | Erhaltenswertes Gebäude |    |
|                | Scheune                                                                 | Spitalgasse 14                                      |           | Erhaltenswertes Gebäude |    |
| Weitere Bilder | Wohnhaus                                                                | Steinhofgasse 1                                     |           | In Eck- und leichter Hanglage stehendes, zweigeschossiges Wohnhaus mit hohem, massiv gemauertem Kellersockel. Darüber ein teils massiv gemauertes, teil fachwerksichtiges Erdgeschoss und ein teils fachwerksichtiges, teils verputztes Obergeschoss. Nach oben mit drei Dachgeschossebenen unter einem Satteldach abschließend. Profilierte Türrahmung mit Keilstein und außenliegendem Treppenaufgang. 18. Jahrhundert mit jüngeren Veränderungen. 1980/81 Renovierung mit Fachwerkfreilegung und Aufdopplung des Fachwerks mit Brettern. 2000 Fassadenneuanstrich. Das stattliche Gebäude ist ein gutes Dokument für ein Bürgerhaus des 18. Jahrhunderts in Weil der Stadt. Durch seine in die Pforzheimer Straße leicht vorspringende Ecklage ist es zudem in hohem Maße straßenbildprägend. An der Erhaltung besteht aus wissenschaftlichen und heimatgeschichtlichen Gründen ein öffentliches Interesse. Geschützt nach § 2 DSchG |    |
|                | Sogenannter Steinhof                                                    | Steinhofgasse 8                                     |           | Traufständiges, zweigeschossiges Gebäude, sog. Steinhof, mit massiv aus Bruchsteinen gemauerten Vollgeschossen. Nach oben mit zwei Dachgeschossebenen und Spitzboden unter einem Satteldach mit Schleppgauben abschließend. Die Giebeldreiecke aus Fachwerk. An der nördlichen Traufseite zwei rundbogige Tore. An der südöstlichen Traufseite noch Reste eines profilierten Gesimses und schießschartenartige Lichtschlitze. Im Kern wohl Reste des 13. Jahrhunderts. Im 15./16. Jahrhundert umgebaut. Nach Stadtbrand 1648 wohl - laut Inschrift - um 1698 erneuert. 1953 umfassend renoviert. Der sog. Steinhof ist ein bedeutendes Zeugnis für die spätmittelalterliche und frühneuzeitliche Geschichte von Weil der Stadt. Ursprünglich soll es sich hier um einen zum Steinhaus (Marktplatz 14) gehörigen Fronhof gehandelt haben. An der Erhaltung des die Straße mit seinen ungewöhnlichen Bauformen prägenden Hauses besteht aus wissenschaftlichen und heimatgeschichtlichen Gründen ein öffentliches Interesse. Geschützt nach § 2 DSchG |    |
|                | Ackerbürgerhaus                                                         | Steinhofgasse 10                                    |           | Erhaltenswertes Gebäude |    |
|                | Wohnhaus                                                                | Steinhofgasse 11                                    |           | Erhaltenswertes Gebäude |    |
|                | Ackerbürgerhaus                                                         | Steinhofgasse 12                                    |           | Erhaltenswertes Gebäude |    |
|                | Wohnhaus                                                                | Steinhofgasse 13                                    |           | Erhaltenswertes Gebäude |    |
|                | Wohnhaus mit Garten                                                     | Steinhofgasse 17                                    |           | Erhaltenswertes Gebäude |    |
| Weitere Bilder | Wohnhaus, ehemalige Scheune                                             | Steinhofgasse 19                                    |           | In Eck- und leichter Hanglage stehendes, zweigeschossiges Wohnhaus mit teils massiv gemauerter, teils in Fachwerkbauweise errichteter Erdgeschosszone und verputztem Fachwerk-Obergeschoss. Nach oben mit zwei Dachgeschossebenen unter einem Satteldach mit Schleppgauben abschließend. An der östlichen Traufseite ein rundbogiges Kellertor. Das Gebäude steht über einem älteren Gewölbekeller, der möglicherweise noch zum ehemals hier stehenden Bebenhäuser Pfleghof (siehe Pfarrgasse 9) gehörte. Wohl nach dem Stadtbrand 1648 als Scheune neu erbaut. Im 20. Jahrhundert zum Wohnhaus umgebaut. Das Gebäude ist aufgrund des überlieferten Gewölbekellers ein wichtiges Zeugnis für den ehemals hier betriebenen Weinbau und zudem im Zusammenhang mit dem ehemaligen Bebenhäuser Pfleghof zu sehen. Es dokumentiert auch die Wohnraumverdichtung im 20. Jh. An der Erhaltung besteht aus wissenschaftlichen und heimatgeschichtlichen Gründen ein öffentliches Interesse. Geschützt nach § 2 DSchG |    |
|                | Wohn- und Geschäftshaus                                                 | Stuttgarter Straße 2                                |           | Erhaltenswertes Gebäude |    |
|                | Wohn- und Geschäftshaus                                                 | Stuttgarter Straße 6                                |           | Erhaltenswertes Gebäude |    |
| Weitere Bilder | Wohn- und Geschäftshaus                                                 | Stuttgarter Straße 10                               |           | Erhaltenswertes Gebäude |    |
| Weitere Bilder | Wohnhaus mit Apotheke                                                   | Stuttgarter Straße 11                               |           | Unmittelbar südlich, unterhalb der Pfarrkirche in Hanglage stehendes, zweigeschossiges Wohnhaus mit Apotheke. Über massiv gemauerter Erdgeschosszone ein verputztes Fachwerk-Obergeschoss. Nach oben mit zwei Dachgeschossebenen unter einem Mansarddach mit Zwerchhäusern und Schleppgauben abschließend. Die südliche Erdgeschossfassade durch Tür- und Fensteröffnungen mit rundbogigen Oberlichtern sowie durch Eckquaderungen akzentuiert. Außenliegender, zweiläufiger Treppenaufgang. Um 1830 erbaut. 1989/90 Umbau und Sanierung. Das anschaulich überlieferte Apothekengebäude ist ein wichtiges Dokument für ein historisches Wohn- und Geschäftshaus, welches in bevorzugter Lage entlang der wichtigen Haupt- und Handelsstraße angelegt wurde. Zudem prägt das Gebäude mit Stilformen des späten Barock und des Klassizismus eindrucksvoll den südlichen Vorplatz der Pfarrkirche. An der Erhaltung besteht daher aus heimatgeschichtlichen und künstlerischen Gründen ein öffentliches Interesse. Geschützt nach § 2 DSchG |    |
| Weitere Bilder | Wohnhaus                                                                | Stuttgarter Straße 12                               |           | In Ecklage stehendes, dreigeschossiges Wohnhaus mit massiv gemauertem Kellersockel und drei fachwerksichtigen Vollgeschossen, wobei der oberste Stock als niedriges Mezzaningeschoss anzusehen ist. Nach oben mit einer Dachgeschossebene unter einem Satteldach abschließend. Das 2. Obergeschoss giebelseitig leicht vorstoßend. Giebelseitig ein Kellertor im Sockel. Traufseitig im 1. Obergeschoss ein polygonaler Erker. 18. Jahrhundert. Das 2. Obergeschoss sowie das Dachtragwerk wohl nachträglich aufgestockt. 1987/88 Anbau eines Balkons am Südgiebel. Das gut überlieferte Wohnhaus ist ein Zeugnis für den konstruktiven Fachwerkbau des 18. Jahrhunderts. Das Gebäude dokumentiert zugleich die Wohn- und Lebensverhältnisse des 18./19. Jahrhunderts an der zentralen Stuttgarter Straße. An der Erhaltung besteht daher aus wissenschaftlichen und heimatgeschichtlichen Gründen ein öffentliches Interesse. Geschützt nach § 2 DSchG |    |
| Weitere Bilder | Wohn- und Geschäftshaus                                                 | Stuttgarter Straße 14                               |           | Giebelständiges, dreigeschossiges Wohn- und Geschäftshaus mit massiv gemauerter Erdgeschosszone und zwei verputzten Fachwerk-Obergeschossen. Nach oben mit drei Dachgeschossebenen unter einem Satteldach abschließend. Die Geschosse giebelseitig jeweils leicht vorstoßend. Moderner Ladeneinbau im Erdgeschoss. 18. Jahrhundert mit jüngeren Veränderungen. 1986/87 Umbau und Sanierung sowie Dachgeschossausbau. Das überlieferte Gebäude ist ein Zeugnis für ein historisches Wohn- und Geschäftshaus, welches in bevorzugter Lage entlang der wichtigen Haupt- und Handelsstraße angelegt wurde. Mit seiner stattlichen, symmetrisch gestalteten Fassade ist der Bau ein typischer Vertreter des 18. Jahrhunderts in Weil der Stadt. An der Erhaltung besteht aus wissenschaftlichen und heimatgeschichtlichen Gründen ein öffentliches Interesse. Geschützt nach § 2 DSchG |    |
| Weitere Bilder | Gasthaus Löwen mit Wirtshausausleger                                    | Stuttgarter Straße 16                               |           | In leichter Hanglage, giebelständig stehendes, zweigeschossiges Gasthaus mit massiv gemauerter Sockel- und hoher Erdgeschosszone. Darüber ein verputztes Obergeschoss. Nach oben mit zwei Dachgeschossebenen und Spitzboden unter einem Satteldach mit Wiederkehr abschließend. Giebelseitig über dem Erdgeschoss ein Gesimsband. [Erhaltenswertes Gebäude] 18./19. Jahrhundert mit jüngeren Veränderungen. Etwa mittig an der Giebelseite angebrachter gusseiserner Wirtshausausleger mit vergoldeter Löwenplastik. Ein Tragarm in Form einer Ranke mit trinkendem Burschen stützt die Standplatte mit der Tierfigur. [Wirtshausausleger ist Kulturdenkmal] Spätes 19. Jahrhundert. Das überlieferte Gebäude steht, wie sein Nachbar Nr. 18, beispielhaft für das Gasthauswesen des 18./19. Jahrhunderts in Weil der Stadt. Der Wirtshausausleger ist ein anschauliches Dokument kunsthandwerklicher Arbeit und als solches ein wichtiger Repräsentant seiner Gattung. An seiner Erhaltung besteht aus heimatgeschichtlichen und künstlerischen Gründen öffentliches Interesse. Geschützt nach §§ 2 (Bauteil) DSchG                                   |    |
| Weitere Bilder | Gasthaus zum Kreuz mit Wirtshausausleger                                | Stuttgarter Straße 18                               |           | In leichter Hanglage, giebelständig stehendes, zweigeschossiges Gasthaus mit massiv gemauerter Sockel- und hoher Erdgeschosszone. Darüber ein fachwerksichtiges Obergeschoss. Nach oben mit zwei Dachgeschossebenen unter einem Satteldach abschließend. [Erhaltenswertes Gebäude] 18. Jahrhundert mit jüngeren Veränderungen. Etwa mittig an der Giebelseite angebrachter schmiedeeiserner Wirtshausausleger mit Eisernem Kreuz im Lorbeerkranz. Die eine Seite des Kreuzes mit 1813 bezeichnet, die andere Seite mit 1914. [Wirtshausausleger ist Kulturdenkmal] Das überlieferte Gebäude steht, wie sein Nachbar Nr. 16, beispielhaft für das Gasthauswesen des 18./19. Jahrhunderts in typischer Lage an der zentralen Hauptachse von Weil der Stadt. Der Wirtshausausleger ist ein anschauliches Dokument kunsthandwerklicher Arbeit und von kulturgeschichtlicher Bedeutung. An seiner Erhaltung besteht aus heimatgeschichtlichen Gründen öffentliches Interesse. Geschützt nach § 2 DSchG |    |
|                | Wohnhaus                                                                | Stuttgarter Straße 20                               |           | In Eck- und leichter Hanglage stehendes, dreigeschossiges Wohnhaus mit massiv gemauerter Sockel- und Erdgeschosszone und zwei verputzten Fachwerk-Obergeschossen. Nach oben mit einer Dachgeschossebene und Spitzboden unter einem Satteldach abschließend. Die Obergeschosse leicht vorstoßend. Giebelseitig ein Kellertor im Sockel. Die nordöstliche Gebäudeecke im Erdgeschoss mit abgeschrägter Eckquaderung. Traufseitig im 1. Obergeschoss ein verputzter Fenstererker zu erkennen. Im Kern wohl 16. Jahrhundert mit jüngeren Veränderungen. Das in besonders straßenbildprägender Lage stehende, gut überlieferte Gebäude ist ein seltenes Zeugnis eines Bürgerhauses des 16. Jahrhunderts in Weil der Stadt. Als wohl eines der wenigen vom Stadtbrand 1648 in der Kernstadt verschont gebliebenen Gebäude ist es als eines der ältesten Wohnhäuser der Kernstadt anzusehen. An der Erhaltung besteht daher aus wissenschaftlichen und heimatgeschichtlichen Gründen ein öffentliches Interesse. Geschützt nach § 2 DSchG |    |
| Weitere Bilder | Wohn- und Geschäftshaus                                                 | Stuttgarter Straße 25                               |           | In Eck- und leichter Hanglage stehendes, zweigeschossiges Wohn- und Geschäftshaus mit massiv gemauerter Erdgeschosszone und verputztem Fachwerk-Obergeschoss. Nach oben mit zwei Dachgeschossebenen unter einem Walmdach mit Schleppgauben abschließend. Das Obergeschoss leicht vorstoßend. Im Erdgeschoss ein profiliertes korbbogiges Türgewände aus Holz mit dekorativem Keilstein und ovalem Oberlicht mit schmiedeeisernem Gitter sowie ein rundbogiges Türgewände mit Handelszeichen im Bogenscheitel. 17./18. Jahrhundert mit jüngeren Veränderungen. 1964 Fassadensanierung, 1987 Umbau und Modernisierung, 1997 Umbau des Ladengeschäfts. Das repräsentativ in den Straßenraum der Stuttgarter Straße hineinragende Gebäude ist ein Zeugnis für ein historisches Wohnund Geschäfts-haus, welches in bevorzugter Lage entlang einer wichtigen Haupt- und Handelsstraße angelegt wurde. An der Erhaltung besteht aus heimatgeschichtlichen und künstlerischen Gründen ein öffentliches Interesse. Geschützt nach § 2 DSchG |    |
| Weitere Bilder | Ehemalige Scheune                                                       | Stuttgarter Straße 27                               |           | In Ecklage an einer leichten Aufweitung der Stuttgarter Straße stehende, zweigeschossige, ehemalige Scheune. Über massiv gemauerter Erdgeschosszone ein fachwerksichtiges Obergeschoss. Nach oben mit zwei Dachgeschossebenen und Spitzboden unter einem Satteldach abschließend. Die Geschosse stoßen jeweils leicht über kielbogig gefasten Schwellen vor. Giebelseitig große Toreinfahrt. Im Kern 17./18. Jahrhundert mit jüngeren Veränderungen. In den 1990er Jahren Ausbau des Obergeschosses und Fachwerkfreilegung unter weitestgehender Erneuerung des Fachwerks. Die ehemalige Scheune ist trotz moderner Veränderungen und Umnutzung zum Wohn- und Geschäftshaus ein Zeugnis für die ehemals landwirtschaftliche Prägung von Weil der Stadt. Bemerkenswerterweise hier in prominenter Lage an der Stuttgarter Straße und zugleich am Rande des älteren Stadtkerns. An der Erhaltung besteht aus heimatgeschichtlichen Gründen ein öffentliches Interesse. Geschützt nach § 2 DSchG |    |
|                | Wohnhaus                                                                | Stuttgarter Straße 29                               |           | Erhaltenswertes Gebäude |    |
| Weitere Bilder | Wohnhaus                                                                | Stuttgarter Straße 31                               |           | In Ecklage stehendes, zweigeschossiges Wohnhaus mit massiv gemauerter Erdgeschosszone und verputztem Fachwerk-Obergeschoss. Nach oben mit zwei Dachgeschossebenen unter einem Satteldach abschließend. Die fachwerksichtigen Giebeldreiecke jeweils leicht vorstoßend. Das Fachwerk mit Andreaskreuzen und Kopfwinkelhölzern verziert. An der nördlichen Traufseite ein zweigeschossiger Anbau mit Satteldach. Laut dendrochronologischer Datierung 1697 erbaut. 1789 und 1872 saniert. 2003 Umbau zum Fahrradgeschäft. Das an einer Kreuzung straßenbildprägend stehende, gut überlieferte Gebäude ist ein anschauliches Zeugnis eines Bürgerhauses des späten 17. Jahrhunderts, welches hier bereits außerhalb der staufischen Kernstadt in der sog. Spitalvorstadt von Weil der Stadt liegt. An der Erhaltung besteht aus wissenschaftlichen und heimatgeschichtlichen Gründen ein öffentliches Interesse. Geschützt nach § 2 DSchG |    |
| Weitere Bilder | Gasthaus Linde                                                          | Stuttgarter Straße 34                               |           | In Ecklage stehendes, dreigeschossiges Gasthaus mit massiv gemauerter Erdgeschosszone und zwei fachwerksichtigen Obergeschossen. Nach oben mit zwei Dachgeschossebenen unter einem Satteldach abschließend. Das Erdgeschoss durch Eckquaderungen und Natursteingewände akzentuiert. Spätes 18. Jahrhundert mit jüngeren Veränderungen. Das Gebäude bildet gemeinsam mit Hausnr. 36 ein Doppelhaus. Das gut überlieferte, in straßenbildprägender und durch die traufständige Stellung hervorgehobener Lage stehende Gebäude ist ein Zeugnis für das Gasthauswesen des 18./19. Jahrhunderts in Weil der Stadt. Zudem dokumentiert das konstruktive Fachwerk mit seiner symmetrischen Fenstergliederung die zeittypische Baukunst. An der Erhaltung besteht aus wissenschaftlichen und heimatgeschichtlichen Gründen öffentliches Interesse. Geschützt nach § 2 DSchG |    |
|                | Wohn- und Geschäftshaus                                                 | Stuttgarter Straße 35                               |           | Erhaltenswertes Gebäude |    |
| Weitere Bilder | Wohnhaus                                                                | Stuttgarter Straße 36                               |           | Traufständiges, dreigeschossiges Wohnhaus mit massiv gemauerter Erdgeschosszone und zwei verputzten Fachwerk-Obergeschossen. Nach oben mit zwei Dachgeschossebenen unter einem Satteldach abschließend. Das Erdgeschoss durch Eckquaderungen und Natursteingewände akzentuiert; hier kleine, liegend angeordnete Stallfenster. Bemerkenswert die Fassadengliederung mit großer Befensterung im 1. Obergeschoss und kleiner Fensterreihung im 2. Obergeschoss. Im Keilstein des Türportals inschriftlich datiert auf „1792 F.G.“. Jüngere Veränderungen. Das Gebäude bildet gemeinsam mit Hausnr. 34 ein Doppelhaus. Das gut überlieferte, durch die traufständige Stellung hervorgehobene Gebäude ist ein Zeugnis für die Wohn- und Lebensverhältnisse des späten 18. Jahrhunderts in Weil der Stadt. An der Erhaltung besteht aus wissenschaftlichen und heimatgeschichtlichen Gründen öffentliches Interesse. Geschützt nach § 2 DSchG |    |
| Weitere Bilder | Wohn- und Geschäftshaus                                                 | Stuttgarter Straße 37                               |           | Erhaltenswertes Gebäude |    |
| Weitere Bilder | Wohnhaus mit Scheunen                                                   | Stuttgarter Straße 38, 38/1, 38/2                   |           | Giebelständiges, zweigeschossiges Wohnhaus mit rückwärtigen Scheunen. Über massiv gemauerter Erdgeschosszone ein fachwerksichtiges Obergeschoss. Nach oben mit drei Dachgeschossebenen unter einem Satteldach abschließend. Die Dachgeschosse stoßen giebelseitige jeweils leicht über kielbogig gefasten Schwellen vor. Das Fachwerk mit K-Streben, Andreaskreuzen und Rautenmotiven reich verziert. 17./18. Jahrhundert mit jüngeren Veränderungen. Südlich des Gebäudes, unmittelbar an die Stadtmauer angrenzende, fachwerksichtige Scheunen mit Satteldach. Traufseitig mit großer Toreinfahrt und Stalltüren. 18./19. Jahrhundert mit jüngeren Veränderungen. Die stattlichen Gebäude dokumentieren in seltener Anschaulichkeit und Einheit eine ackerbürgerliche Hofanlage am südlichen Rand der Spitalvorstadt. Als in hohem Maße authentisches Zeugnis für die örtliche Bau- und Wirtschaftsgeschichte ergibt sich das öffentliche Interesse an der Erhaltung aus heimatgeschichtlichen und künstlerischen Gründen. Geschützt nach § 2 DSchG                                                                                                  |    |
| Weitere Bilder | Wohnhaus mit Scheune                                                    | Stuttgarter Straße 40, 40/1                         |           | Giebelständiges, zweigeschossiges Wohnhaus mit rückwärtiger Scheune. Über massiv gemauerter Erdgeschosszone ein fachwerksichtiges Obergeschoss. Nach oben mit einer Dachgeschossebene und Spitzboden unter einem Satteldach abschließend. Die Geschosse stoßen giebelseitige leicht vor. Das Fachwerk im Giebeldreieck mit K-Streben und geschweiften Bändern verziert. 17./18. Jahrhundert mit jüngeren Veränderungen. Südlich des Gebäudes, unmittelbar an die Stadtmauer gebaute, fachwerksichtige Stallscheune mit Satteldach. Traufseitig mit großer Toreinfahrt. 18./19. Jahrhundert mit jüngeren Veränderungen. Die Gebäude dokumentieren eine ackerbürgerliche Hofanlage am südlichen Rand der Spitalvorstadt mit typischer Anordnung des Wohnhauses an der Straße und rückwärtiger Scheune am Stadtrand. Als anschauliches und komplett überliefertes Zeugnis für die örtliche Bau- und Wirtschaftsgeschichte ergibt sich das öffentliche Interesse an der Erhaltung aus heimatgeschichtlichen und künstlerischen Gründen. Geschützt nach § 2 DSchG                                                                                           |    |
|                | Wohnhaus und Scheune                                                    | Stuttgarter Straße 41                               |           | Erhaltenswertes Gebäude |    |
|                | Gerberhaus, sogenanntes Grünersches Haus mit Scheune                    | Stuttgarter Straße 42, 42/1, 42/3                   |           | Giebelständiges, zweigeschossiges Gerberhaus mit massiv gemauerter Erdgeschosszone und verputztem Fachwerk-Obergeschoss. Nach oben mit zwei Dachgeschossebenen und Spitzboden unter einem Satteldach abschließend. Die Geschosse stoßen leicht vor. Rundbogiges Türportal. An der südlichen Giebelseite zwei übereinander angeordnete Holzlauben (Gerberbalkone). [Haus ist Kulturdenkmal] Die Holzlauben mit „1480“ bezeichnet. Im 18. Jahrhundert barock überformt. 1988 Fassadensanierung. Südlich des Gebäudes eine Fachwerk-Doppelscheune mit Satteldach. Traufseitig mit großer Toreinfahrt. [Scheune ist erhaltenswertes Gebäude] 18./19. Jahrhundert mit jüngeren Veränderungen. Das ursprünglich als Gerberhaus genutzte Gebäude ist ein herausragendes und einzigartig anschauliches Zeugnis für die ehemals in Weil der Stadt angesiedelte Handwerkstradition. An der Erhaltung besteht aus wissenschaftlichen und heimatgeschichtlichen Gründen ein besonderes öffentliches Interesse. Geschützt nach § 28 DSchG |    |
| Weitere Bilder | Wohnhaus                                                                | Stuttgarter Straße 47                               |           | Giebelständiges, dreigeschossiges Wohnhaus mit massiv gemauerter Erdgeschosszone und teils fachwerksichtigen, teils verputzten Obergeschossen. Nach oben mit zwei Dachgeschossebenen und Spitzboden unter einem Satteldach abschließend. Die Geschosse giebelseitig leicht vorstoßend. Das 2. Obergeschoss an der östlichen Traufseite über Knaggen vorstoßend. Im Kern wohl 16. Jahrhundert. Laut Denkmalbegründung 1622 erbaut. Im 18. Jahrhundert barockisiert. 1960/61 Fassadenerneuerung und Freilegung des Fachwerks. Das gut überlieferte, stattliche Wohnhaus ist ein frühes Zeugnis eines Bürgerhauses in Weil der Stadt. Das straßenbildprägende Gebäude dokumentiert zugleich die Wohn- und Lebensverhältnisse des 17. Jahrhunderts. An der Erhaltung besteht daher aus wissenschaftlichen und heimatgeschichtlichen Gründen ein öffentliches Interesse. Geschützt nach § 2 DSchG |    |
|                | Wohnhaus                                                                | Stuttgarter Straße 50                               |           | Erhaltenswertes Gebäude |    |
| Weitere Bilder | Ehemaliges Spital                                                       | Stuttgarter Straße 51, 51/1 (Karte)                 |           | In Ecklage stehendes, zweigeschossiges Spitalgebäude mit massiv gemauerter Erdgeschosszone und fachwerksichtigem Obergeschoss. Nach oben mit zwei Dachgeschossebenen unter einem Satteldach mit Schleppgauben abschließend. Das Obergeschoss leicht vorstoßend. Das Erdgeschoss durch Eckquaderungen und Öffnungsgewände aus Buntsandstein akzentuiert. Um 1360 wurde das Spital von der Begine Helene Brodbeck gestiftet. Laut dendrochronologischer Datierung wurde das heutige Gebäude 1477 neu erbaut und 1588 nach Nordwesten erweitert. 1767, 1788 und 1815 durchgreifende Umbauten. 1937 wird das Erdgeschoss weitgehend entkernt. 1995 zerstört ein Gebäudebrand das gesamt Dachtragwerk samt Giebeldreiecke. 1999 Umbau und Instandsetzung. Das Gebäude ist ein herausragendes und stadtbildprägendes Zeugnis für die Geschichte und die soziale Fürsorge von Weil der Stadt. An der Erhaltung besteht aus wissenschaftlichen und heimatgeschichtlichen Gründen ein besonderes öffentliches Interesse. Geschützt nach § 28 DSchG |    |
| Weitere Bilder | Wohnhaus Stuttgarter Straße 52                                          | Stuttgarter Straße 52                               |           | Giebelständiges, dreigeschossiges Wohnhaus mit massiv gemauerter Erdgeschosszone und teils verputzten, teils mit Faserzementplatten verkleideten Fachwerk-Obergeschossen. Nach oben mit zwei Dachgeschossebenen unter einem Satteldach abschließend. Die Geschosse giebelseitig leicht vorstoßend. Im Kern wohl 16./17. Jahrhundert. Im Keilstein des segmentbogigen Türsturzes eine Umbauphase inschriftlich datiert auf „IA HS 1786“. 1971 Verkleidung der Fassade mit Faserzementplatten. Das überlieferte Wohnhaus ist ein wichtiges Zeugnis eines Bürgerhauses in Weil der Stadt, das möglicherweise noch aus der Zeit vor dem großen Stadtbrand von 1648 stammt. Das Gebäude dokumentiert zugleich die Wohn- und Lebensverhältnisse des 17. Jahrhunderts. An der Erhaltung besteht daher aus wissenschaftlichen und heimatgeschichtlichen Gründen ein öffentliches Interesse. Geschützt nach § 2 DSchG |    |
| Weitere Bilder | Spitalkapelle „Zu unserer lieben Frau“                                  | Stuttgarter Straße 53 (Karte)                       |           | In Ecklage unmittelbar am Würmufer des östlichen Stadteingangs stehende Spitalkapelle. Hallenkapelle über rechteckigem Grundriss mit massiv gemauerten und verputzten Außenwänden. Nach oben mit drei Dachgeschossebenen unter einem Satteldach mit östlichem Vollwalm und Glockentürmchen abschließend. Im Innern teilweise spätgotische Ausstattung mit Hochaltar, Terrakotta-Pietà, Sakristeitüre und zwei barocken Seitenaltären (1748). 1364 wurde die Spitalkapelle geweiht. 1747/48 Barockisierung unter Steinmetz Joseph Ulmer. 1826, 1953 und 1978 erfolgten weitere Umbau- und Sanierungsmaßnahmen. Nach dem Brand des angebauten Spitalgebäudes 1995 erfolgte 1996 eine Renovierung des Dachtragwerks. Die Spitalkapelle samt Ausstattung ist ein herausragendes und am östlichen Stadteingang in hohem Maße stadtbildprägendes Zeugnis für die Geschichte von Weil der Stadt. An der Erhaltung besteht aus wissenschaftlichen, heimatgeschichtlichen und künstlerischen Gründen ein besonderes öffentliches Interesse. Geschützt nach § 28 DSchG                                                                                           |    |
| Weitere Bilder | Erdgeschossfassade                                                      | Stuttgarter Straße 60                               |           | Massiv gemauertes Erdgeschoss mit Eckquaderung und kunsthandwerklich besonders seltenen Details. Profiliertes Schulterbogen-Gewände am Hauseingang sowie ein nur noch selten anzutreffender Kaufladen mit horizontalen Klappläden. 15./16. Jahrhundert. Das Gebäude darüber 1980/81 abgebrochen und neu errichtet. An der Erhaltung des Erdgeschosses mit seinen historisch aussagekräftigen Details besteht aus heimatgeschichtlichen, wissenschaftlichen und künstlerischen Gründen ein öffentliches Interesse. Geschützt nach § 2 DSchG |    |
| Weitere Bilder | Gasthaus Rössle mit Scheune und Lagerhaus                               | Stuttgarter Straße 62, 66, Brenzgasse 16            |           | Giebelständiges, zweigeschossiges Gasthaus mit rückwärtigen Nebengebäuden. Über massiv gemauerter Erdgeschosszone ein fachwerksichtiges Obergeschoss. Nach oben mit zwei Dachgeschossebenen und Spitzboden unter einem Satteldach mit südlichem Krüppelwalm abschließend. Geschosse leicht vorstoßend. 16./17. Jahrhundert mit jüngeren Veränderungen. Südlich des Gebäudes, unmittelbar an die Stadtmauer gebaute, teils fachwerksichtige Stallscheune mit Satteldach und Toreinfahrt. 18. Jahrhundert mit jüngeren Veränderungen. 1990 ausgebaut. Südöstlich des Gebäudes, unmittelbar an die Stadtmauer gebautes, teils fachwerksichtiges ehemaliges Lagerhaus mit Bruchstein-Erdgeschoss und Satteldach. 18./19. Jahrhundert mit jüngeren Veränderungen. 1974 saniert. Die überlieferten Gebäude dokumentieren ein ackerbürgerlich geprägtes Gasthaus am südöstlichen Rand der Spitalvorstadt. Als Zeugnis für die örtliche Bau- und Wirtschaftsgeschichte ergibt sich das öffentliche Interesse an der Erhaltung aus heimatgeschichtlichen und künstlerischen Gründen. Geschützt nach § 2 DSchG                                                   |    |
| Weitere Bilder | Wohnhaus Stuttgarter Straße 64                                          | Stuttgarter Straße 64                               |           | In zweiter Reihe zur Straße, unweit der östlichen Stadtmauer stehendes, zweigeschossiges Wohnhaus, welches an das Gebäude Hausnr. 62 angebaut wurde. Über massiv gemauerter Erdgeschosszone ein fachwerksichtiges Obergeschoss. Nach oben mit zwei Dachgeschossebenen und Spitzboden unter einem Satteldach abschließend. Das Obergeschoss leicht vorstoßend. 17./18. Jahrhundert mit jüngeren Veränderungen. Nach dem Primärkatasterplan von 1831 bildete das Gebäude gemeinsam mit Hausnr. 62 eine Einheit. Somit ist es im Zusammenhang mit der ehemaligen Gasthausnutzung zu sehen. Das am östlichen Stadtrand liegende Gebäude ist ein anschauliches Zeugnis eines Bürgerhauses des 17./18. Jahrhunderts in Weil der Stadt. Somit gibt das Gebäude einen guten Hinweis auf die einstigen Wohn- und Lebensverhältnisse. An der Erhaltung besteht aus wissenschaftlichen und heimatgeschichtlichen Gründen ein öffentliches Interesse. Geschützt nach § 2 DSchG |    |
| Weitere Bilder | Delphinbrunnen                                                          | Stuttgarter Straße, bei 31                          |           | Südlich vor dem Gebäude Hausnr. 31, im Bereich des ehemaligen Badtors stehender, rechteckiger Brunnentrog aus Buntsandstein. Daneben stehender Brunnenstock mit zwei Auslassröhren aus Gesichtsmasken und darüber die Darstellung eines Delphins mit aufsitzendem Putto. Der Brunnentrog noch 2. Hälfte 17. Jahrhundert. Der Brunnenstock mit Delphin in der 2. Hälfte des 20. Jahrhunderts erneuert. Der historische Brunnenstandort ist ein Zeugnis für die ehemalige Wasserversorgung in Weil der Stadt. Zudem belegt der noch im Original erhaltene Brunnentrog eine kunsthandwerkliche Arbeit des 17. Jahrhunderts. An der Erhaltung des Brunnens besteht aus heimatgeschichtlichen Geschützt nach § 2 DSchG |    |
|                | Waschhausbrunnen                                                        | Stuttgarter Straße, bei 64                          |           | Östlich des Gebäudes Hausnr. 64, unmittelbar an der östlichen Stadtmauer stehender rechteckiger Brunnentrog aus Buntsandstein. Daneben stehender gusseiserner Brunnenstock mit klassizistischer Ornamentik und einer Auslassröhre. Der Brunnentrog mit „1868“ datiert. Der historische Brunnenstandort ist ein Zeugnis für die ehemalige Wasserversorgung in Weil der Stadt. Zudem belegt der gusseiserne Brunnenstock die florierende Gusskunst des 19. Jahrhunderts. An der Erhaltung des Brunnens besteht aus heimatgeschichtlichen Gründen ein öffentliches Interesse. Geschützt nach § 2 DSchG |    |
|                | Wohnhaus                                                                | Untere Flozgasse 4                                  |           | Erhaltenswertes Gebäude |    |
|                | Wohnhaus                                                                | Untere Flozgasse 5                                  |           | Erhaltenswertes Gebäude |    |
|                | Wohnhaus und Scheune                                                    | Untere Flozgasse 6                                  |           | Erhaltenswertes Gebäude |    |
|                | Wohnhaus                                                                | Untere Hofstättgasse 5                              |           | Erhaltenswertes Gebäude |    |
|                | Wohnhaus                                                                | Untere Hofstättgasse 8                              |           | Erhaltenswertes Gebäude |    |
|                | Wohnhaus                                                                | Untere Klostergasse 2                               |           | Erhaltenswertes Gebäude |    |
|                | Scheune                                                                 | Untere Klostergasse 2                               |           | Erhaltenswertes Gebäude |    |
| Weitere Bilder | Wohnhaus                                                                | Untere Klostergasse 9                               |           | Giebelständiges, eingeschossiges Wohnhaus mit massivem, modern erneuertem Betonsockel und verputztem, teilweise massiv erneuertem Fachwerk-Erdgeschoss. Nach oben mit zwei Dachgeschossebenen und Spitzboden unter einem Satteldach abschließend. Die Dachgeschosse stoßen giebelseitig vor. 17./18. Jahrhundert mit jüngeren Veränderungen. Das Gebäude ist ein Dokument für ein bürgerliches Kleinhaus des 17./18. Jahrhunderts in Weil der Stadt und gibt somit Hinweise auf die ehemals sozialen Schichtungen innerhalb der Stadt, die in der Regel zu den Stadträndern hin durch einfachere Wohn- und Handwerkerhäuser bestimmt werden. An der Erhaltung besteht aus wissenschaftlichen und heimatgeschichtlichen Gründen ein öffentliches Interesse. Geschützt nach § 2 DSchG |    |
| Weitere Bilder | Tür- und Fenstergewände                                                 | Untere Klostergasse 10                              |           | Traufständiges, dreigeschossiges Wohnhaus mit massiv gemauerter Erdgeschosszone und zwei verputzten Fachwerk-Obergeschossen. Nach oben mit zwei Dachgeschossebenen unter einem Satteldach abschließend. Das 2. Obergeschoss möglicherweise nachträglich aufgestockt und traufseitig leicht vorstoßend. [Wohnhaus ist erhaltenswertes Gebäude] 17./18. Jahrhundert. Im Türsturz eine Umbauphase inschriftlich datiert auf „I E 1788“. Jüngere Veränderungen. [Tür- und Fenstergewände des Erdgeschosses sind Kulturdenkmal] Die Sandsteingewände des korbbogigen Türrahmens und eines ebenso gebildeten Fensterrahmens sind durch die Datierung im Keilstein baugeschichtlich aufschlussreicher Fixpunkt, der stadthistorisch von Belang ist. Somit besteht ein öffentliches Interesse an der Erhaltung dieses historischen Dokumentes aus heimatgeschichtlichen Gründen. Geschützt nach § 2 DSchG |    |
| Weitere Bilder | Wohnhaus Untere Klostergasse 11                                         | Untere Klostergasse 11                              |           | Giebelständiges, zweigeschossiges Wohnhaus mit massivem Kellersockel und verputzten Vollgeschossen. Nach oben mit zwei Dachgeschossebenen unter einem Satteldach mit Schleppgaube abschließend. Die Geschosse stoßen giebelseitig leicht vor. Im Kern 17./18. Jahrhundert mit jüngeren Veränderungen. 1996 Balkonanbau an der Nordseite. Das Gebäude ist trotz einiger Veränderungen am Erscheinungsbild ein Dokument für ein bürgerliches Wohnhaus des 17./18. Jahrhunderts in Weil der Stadt. Als Teil der sich hier aneinanderreihenden giebelständigen Wohnhäuser ist das Gebäude auch städtebaulich von Bedeutung. An der Erhaltung besteht aus wissenschaftlichen und heimatgeschichtlichen Gründen ein öffentliches Interesse. Geschützt nach § 2 DSchG |    |
| Weitere Bilder | Weingärtnerhaus                                                         | Untere Klostergasse 12                              |           | In Eck- und leichter Hanglage stehendes, zweigeschossiges Weingärtnerhaus. Über massiv gemauertem und plattenverkleidetem Kellersockel zwei verputzte Vollgeschosse. Nach oben mit zwei Dachgeschossebenen unter einem Satteldach abschließend. Die Geschosse stoßen jeweils leicht vor. Im giebelseitigen Kellersockel ein rundbogiges Kellertor. 17. Jahrhundert mit jüngeren Veränderungen. Das anschaulich überlieferte Gebäude ist ein gutes und zugleich für Weil der Stadt seltenes Zeugnis eines Weingärtnerhauses des 17. Jahrhunderts. Durch die Ecklage dominiert das stattliche Gebäude zudem das Straßenbild. Bemerkenswert ist das noch unausgebaute Dachgeschoss. An der Erhaltung besteht aus wissenschaftlichen und heimatgeschichtlichen Gründen ein öffentliches Interesse. Geschützt nach § 2 DSchG |    |
|                | Wohnhaus                                                                | Untere Klostergasse 13                              |           | Erhaltenswertes Gebäude |    |
| Weitere Bilder | Wohn- und Geschäftshaus                                                 | Untere Klostergasse 22                              |           | Erhaltenswertes Gebäude |    |
|                | Wohnhaus                                                                | Untere Roßbachgasse 1                               |           | Erhaltenswertes Gebäude |    |
| Weitere Bilder | Viehmarktbrunnen                                                        | Viehmarktplatz                                      |           | Auf dem Viehmarktplatz stehender, von zwei Kastanienbäumen flankierter rechteckiger Brunnentrog aus Buntsandstein. Daneben stehender gusseiserner Brunnenstock mit klassizistischer Ornamentik und zwei Auslassröhren. Die eine Röhre versorgt den Brunnentrog, die andere Röhre ein am Brunnenstock angebrachtes Becken. Der Brunnenstock wurde gegen Ende des 19. Jahrhunderts von der Firma „G. Kuhn“ in Stuttgart-Berg gegossen. Der Viehmarktbrunnen ist ein wichtiges Zeugnis für die ehemalige Wasserversorgung in Weil der Stadt. Zudem belegt der gusseiserne Brunnenstock die florierende Gusskunst des 19. Jahrhunderts. An der Erhaltung des Laufbrunnens besteht aus heimatgeschichtlichen Gründen ein öffentliches Interesse. Geschützt nach § 2 DSchG |    |
|                | Scheune                                                                 | Winkelgasse 8                                       |           | Erhaltenswertes Gebäude |    |
|                | Wohnhaus                                                                | Zwingergasse 13                                     |           | Erhaltenswertes Gebäude |    |
|                | Scheune                                                                 | Zwingergasse 15                                     |           | Erhaltenswertes Gebäude |    |
|                | Wohnhaus                                                                | Zwingergasse 17                                     |           | Erhaltenswertes Gebäude |    |
|                | Wohnhaus                                                                | Zwingergasse 32                                     |           | Erhaltenswertes Gebäude |    |